# AMISOM
アフリカ連合ソマリア平和維持部隊、アフリカ連合ソマリアミッション (African Union Mission in Somalia, AMISOM) は、2007年から2022年にかけて存在した、アフリカ連合による、ソマリアの治安維持を目的に結成された多国籍軍・警察である。イスラーム反政府勢力イスラム法廷連合 (ICU) がエチオピア軍によって追放された直後の2007年にソマリアに派遣された。その主な任務は、ICUによって疲弊したソマリア暫定連邦政府を立ち直らせ、安全保障計画を実施し、暫定連邦政府の治安部隊を訓練することだった。しかし、イスラム法廷連合崩壊後にさらに強力なイスラーム反政府勢力アル・シャバブが発生したため、それとの戦いが重要な任務となった。AMISOMは第二次世界大戦後で最も犠牲者の多い平和維持活動の一つと言われている。

## 概要

### 軍事組織

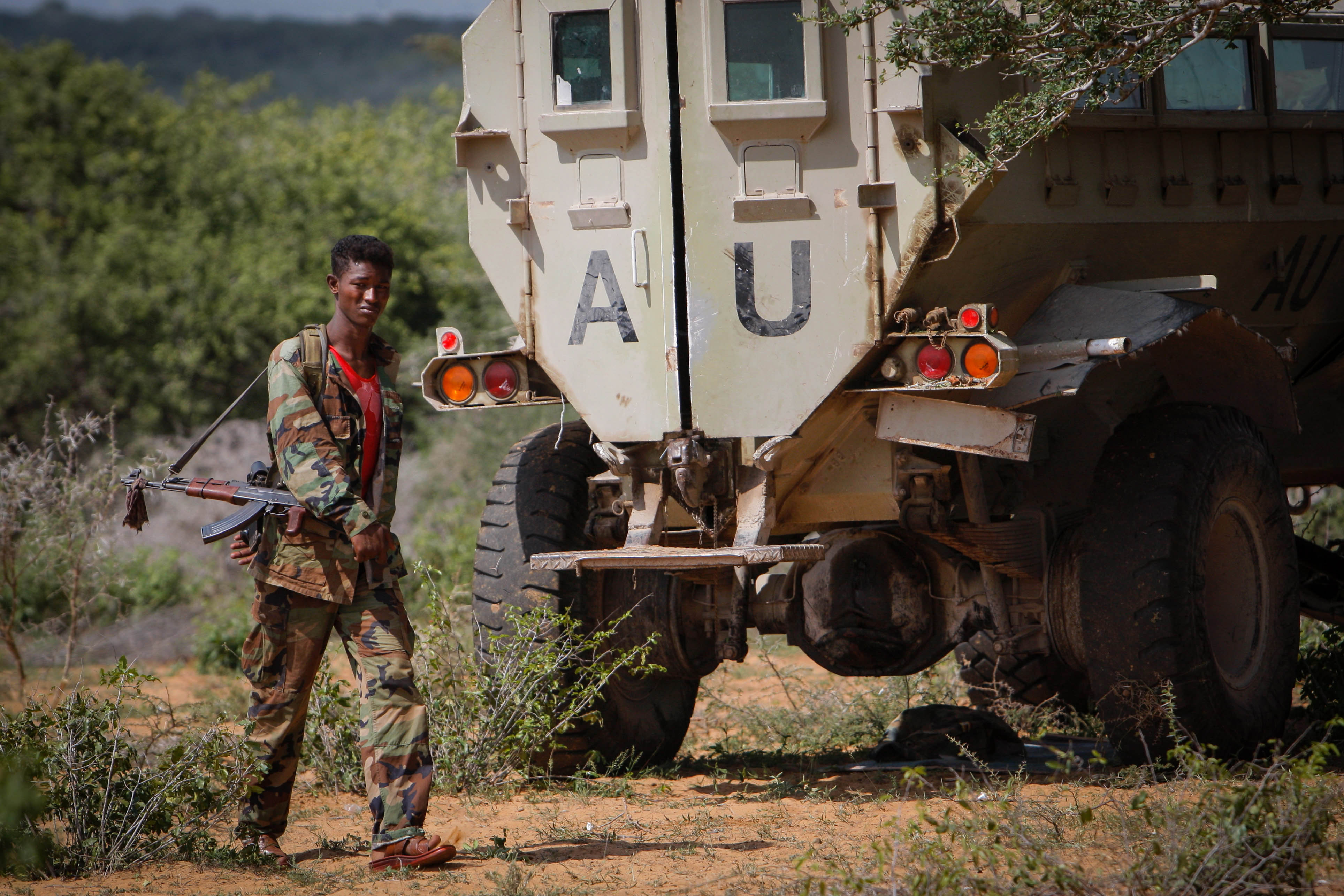
2012年11月、AMISOMの戦闘車両の前を歩くソマリア兵

2006年末にソマリアで反政府勢力イスラム法廷連合が力を増し、首都を含むソマリアの南半分を支配したが、これを嫌った隣国エチオピアがソマリアに侵攻してイスラム法廷連合をほぼ壊滅させた。
アフリカ連合は、ソマリアの周辺国から平和維持活動軍を派遣し、代わりにエチオピアを撤退させることとした。各種議論の結果、アフリカ連合ソマリアミッション (AMISOM)という形で派遣されることとなり、当初は6ヶ月間の期間限定ミッションとして2007年1月19日に創設された。2007年2月21日に国際連合安全保障理事会にも承認された。2007年に軍事部門としてはウガンダとブルンジのみが参加した。当初の目的には反政府組織の排除は含まれず、治安維持のみとされた。その後AMISOMの任期は6カ月ごとに更新され続け、国連安全保障理事会もこれを承認した。
2011年頃からAMISOMは治安維持から反乱勢力討伐へと方針を転換し、2011年8月には首都全域から反政府勢力を撤退させた。2011年末にケニア軍がAMISOMとは無関係に反政府組織アル・シャバブ排除を目的としてソマリアに侵攻した。国際連合とアフリカ連合はこれをAMISOMに組み込むこととした。これに合わせてジブチが参加した。2013年にはエチオピアが正式に参加することとなり、兵力を2万2千に増やすこととなった。
2015年6月、ソマリアに駐留するブルンジ軍の少なくとも50人がアル・シャバブの攻撃で死亡した。さらに9月、同じくブルンジの軍の70名が殺害され、駐留していた町が一時的にアル・シャバブに占領された。さらに2016年1月、着任したばかりのケニア軍の基地が襲われ、一説に190人とも言われる大きな被害を出した。
2017年8月、国連安全保障理事会は徐々にAMISOMの兵力を削減する決議を採択した。当初の計画通りには進まなかったが、AMISOMは徐々に兵力を削減して、2022年3月末に後続のミッションであるアフリカ連合ソマリア移行ミッション (ATMIS)に移行した。

### 警察組織
派遣時期は個人と部隊とで差がある。
AMISOMの組織の中の警察官は全体の2～3%の人数である。派遣は2010年から始まり、当初は6人の上級指導者とブルンジ、ケニア、ウガンダ、ナイジェリア、ガーナ、シエラレオネ、ザンビア出身のトレーナー・指導者44人から構成されていた。配置場所はケニアのナイロビ、マニヤニとソマリアの首都モガディシュだった。2012年7月にはブルンジ、ウガンダ、ナイジェリア、ガーナ、シエラレオネ、ザンビア、ジンバブエの警察官がいると報告されている。
2012年8月にウガンダからの警察部隊が到着した。ただしこれはウガンダ議会の承認がなかったとして翌年3月にウガンダ議員の一部が懸念を表明している。9月にはナイジェリアからの部隊が到着。
2013年10月にガーナの警察官6名がバイドアとベレトウェインに派遣された。
2013年12月にケニアが21人の警察官を派遣し、警察団派遣国としては5番目の国となった。
シエラレオネの部隊は2018年から参加した。

## 資金
AMISOMの資金の90%以上は欧州連合が出し、最終的な金額は3億ドル近いと言われている。AMISOM終了には兵士約19,000人、警察職員1000人、民間人100人が派遣されていた。AMISOMの給与の100%がヨーロッパから支払われており、内訳は欧州連合が90%、イギリスが10%である。
また、アメリカ合衆国も、ソマリア政府軍向けとの合算ではあるが、2011年8月の時点でAMISOMとソマリア軍の装備と訓練に数億ドルを費やしたと報じられている。
2022年5月のまとめによると、AMISOMの一部であるケニア軍は、AMISOMで9カ月間働いた兵士らに計27億3,000万シリング（33億円）を支払おうと資金調達を進めていたが、実際には25億シリング（30億円）にとどまっている。この時点のケニア兵一人当たりの給与は月額1000ドル（手取り800ドル）と見られている。
2009年4月、日本の外務副大臣橋本聖子は、AMISOMの強化のために応分の支援をすべく鋭意検討中と述べている。そして2009年度に9億2千7百万円がODAとして支払われている。
2009年4月、アメリカの週刊誌ニューズウィークは、AMISOMの人数を4300人から8000人に増強する案に対して「今後1年間で総額2億1300万ドルの支援をするというがそんな額で収まるはずがない。その支度金が正しい用途に使われる見込みも立たない。ソマリア政府の治安能力を向上させるというが政府の治安部隊は事実上存在しない。兵の補充の当てもない。そもそも支援国がソマリアに関心が無い。これでソマリア沖の海賊対策になっているはずがない」と酷評している。

## 参加国
次のテーブルは各種出典に基づくAMISOMの人員である。ただし報告時期が異なるため単純な比較はできない。
| 国           | 派遣開始                                           | 人数       | 人数      |
| 国           | 派遣開始                                           | 軍         | 警察      |
| ------------ | -------------------------------------------------- | ---------- | --------- |
| ウガンダ     | 2007年3月                                          | 2,000-7000 | 201       |
| ブルンジ     | 2007年12月、2011年3月に増員                        | 100-5,432  |           |
| ナイジェリア | 2010年（警察官のみ）                               |            | 200       |
| ジブチ       | 2011年12月                                         | 960        |           |
| ケニア       | 2012年2月（AMISOM外として2011年10月から派兵）      | 3,664      | 48        |
| シエラレオネ | 2013年4月（2014年12月に離脱）                      | 850        | 47        |
| ガーナ       | 2013年10月（警察官のみ）                           |            | 56        |
| エチオピア   | 2013年11月（それまでもAMISOM外としてたびたび派兵） | 4,395      |           |
| 合計         | 20,674                                             |            | 550人以上 |

この他、米国国務省が間接的に資金を提供している地雷除去会社バンクロフト・グローバル・デベロップメントがソマリアの首都モガディシュに拠点を置いている。この会社は2010年から2011年間の間に700万ドルをウガンダとブルンジから受け取り、ソマリア現地の兵士を訓練している。米国国務省がウガンダとブルンジにその資金を返済している。この会社は地雷除去技術以外にも、ソマリア軍に対して市街地に近い場所を砲撃しないことなどを指導している。ただしバンクロフト社は、ソマリアの従業員はアル・シャバブと直接戦闘することは無く彼らは傭兵ではないと説明している。
南アフリカ出身のジャーナリストカディジャ・パテルは、2012年のオンラインニュースのデイリー・マーベリックに掲載した記事の中で、ソマリアではいずれも米国に本社があるダインコープ・インターナショナル、バンクロフト、パシフィック・アーキテクト・アンド・エンジニアの3社が力を入れて活動していると述べている。
この他、AMISOM支援のために料理人やITワーカー、水道配管工などもソマリア国外から流入している。

### 地域分担
AMISOMの軍事部門は当初の2007年から2011年まではウガンダとブルンジの2国のみが担当していた。
2011年末からジブチとケニアが参加することになったため、ソマリア南部を4つのセクターに分けて国ごとに分担させた。
| セクター | 拠点           | 担当国                     | 兵力(人) | 活動場所                                                         |
| -------- | -------------- | -------------------------- | -------- | ---------------------------------------------------------------- |
| 1        | モガディシュ   | 主にウガンダ、一部ブルンジ | 9500     | 中部シェベリ地域、下部シェベリ地域                               |
| 2        | キスマヨ       | ケニア                     | 4700     | 中部ジュバ地域、下部ジュバ地域                                   |
| 3        | バイドア       | 主にブルンジ、一部ウガンダ | 2500     | ゲド地域、ベイ地域、バコール地域、ヒラーン地域西部               |
| 4        | ベレトウェイン | ジブチ                     | 1000     | ガルグドゥード地域、ムドゥグ地域、ベレトウェイン（ヒラーン地域） |

その後の2013年11月、エチオピアのAMISOM参加が正式に決定された。そこでAMISOMはセクター5を追加して、セクターの区分と担当国の見直しを行った。そしてエチオピアがセクター3と4のアル・シャバブを排除することとなった。
| セクター | 拠点           | 担当国                 | 活動場所                                                         |
| -------- | -------------- | ---------------------- | ---------------------------------------------------------------- |
| 1        | モガディシュ   | ウガンダ               | 中部シェベリ地域                                                 |
| 2        | キスマヨ       | ケニア                 | 中部ジュバ地域、下部ジュバ地域                                   |
| 3        | バイドア       | エチオピア             | ゲド地域、ベイ地域、バコール地域、ヒラーン地域西部               |
| 4        | ベレトウェイン | ジブチ、一部エチオピア | ガルグドゥード地域、ムドゥグ地域、ベレトウェイン（ヒラーン地域） |
| 5        | ジョハール     | ブルンジ               | 下部シェベリ地域                                                 |

さらに2018年2月の国際連合によるプレスリリースによると、セクターは6つになっている。担当区分は地域名ではなく都市名となっている。
| セクター | 拠点           | 担当国                       | 活動場所                                             |
| -------- | -------------- | ---------------------------- | ---------------------------------------------------- |
| 1        | モガディシュ   | ウガンダ                     | モガディシュ、アフゴーイ、マルカ、ブラバ、コリョレイ |
| 2        | ドブレイ       | ケニア                       | ドブレイ, アフマドゥ                                 |
| 3        | バイドア       | エチオピア                   | バイドア、フドゥール、ブールハカバ、ディンソール     |
| 4        | ベレトウェイン | ジブチ                       | ベレトウェイン、ジャララシ、マハス、ブロブルデ       |
| 5        | ジョハール     | ブルンジ                     | ジョハール、バラド、マハダイ、ビヨアッデ             |
| 6        | キスマヨ       | ブルンジ、ケニア、エチオピア | キスマヨ                                             |

## 組織の長

### 代表
AMISOM代表はアフリカ連合ソマリア委員会委員長特別代表（SRCC）の兼務である。2015年10月まではニジェール出身のママン・サンボ・シディクが務めていた。
2015年10月7日、AMISOM代表がモザンビークのフランシスコ・カエターノ・ホセ・マデイラに交代した。

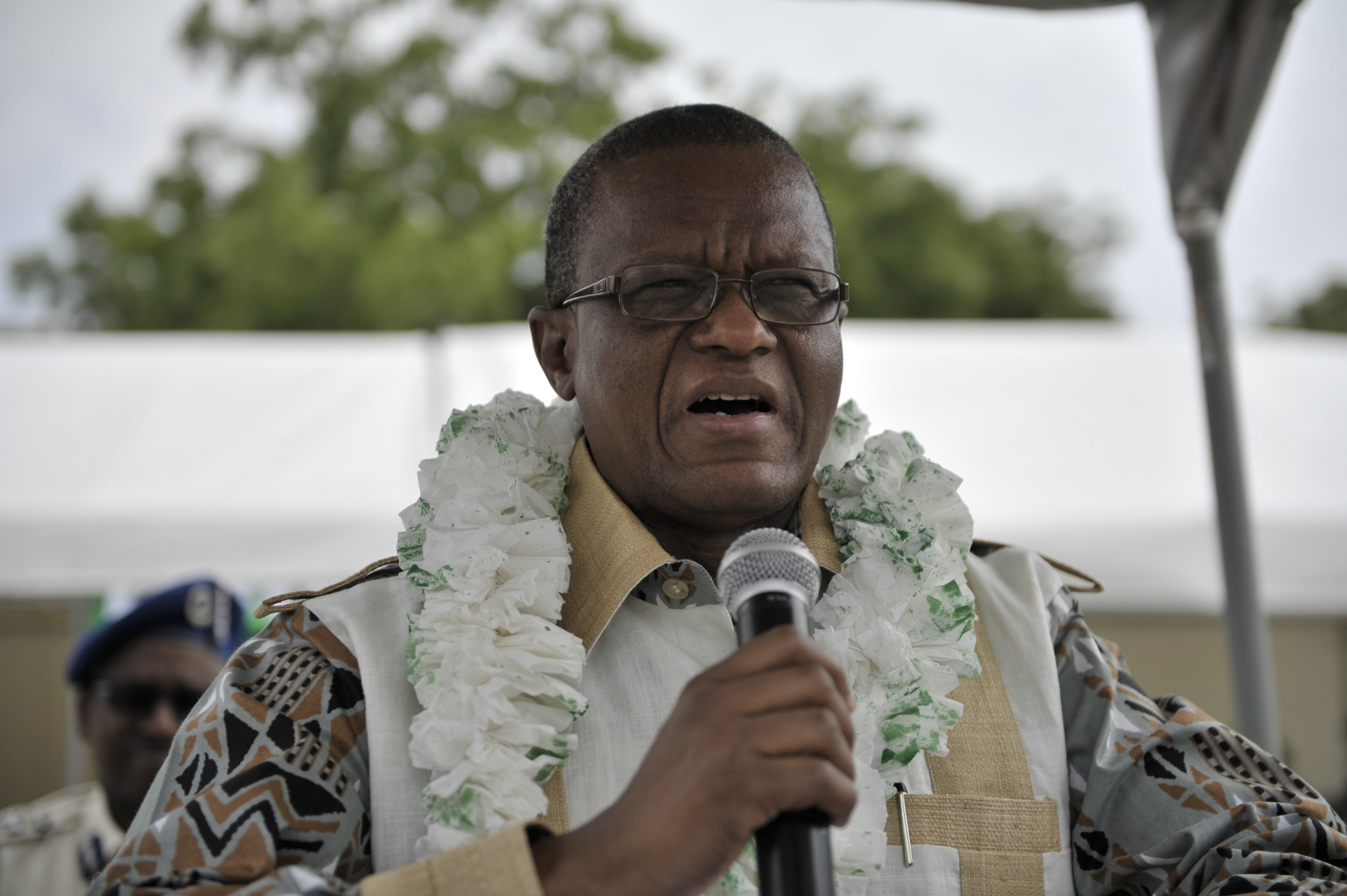
ママン・シディク
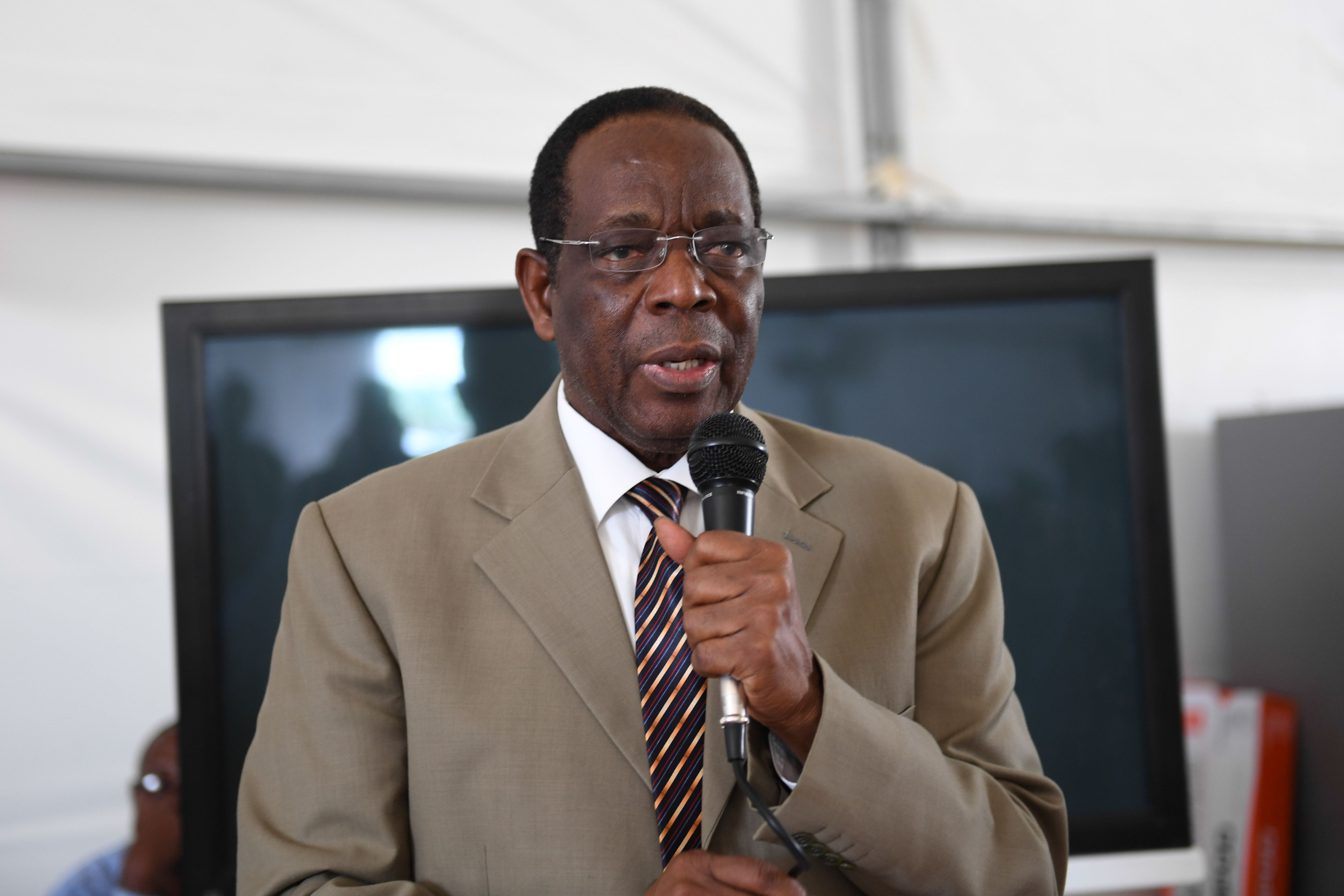
フランシスコ・マデイラ

### 軍司令官
AMISOMは主に軍事部門と警察部門に分けられ、その軍事部門は軍司令官が指揮した。ただし2021年のソマリアの地元紙は、AMISOMは各国の軍が各セクターで独自に活動しているため、アル・シャバブに対して作戦の一貫性を欠いていたと報じている。
| 名前                             | 英語                      | 国籍       | 開始       | 終了       | 備考 |
| -------------------------------- | ------------------------- | ---------- | ---------- | ---------- | ---- |
| レヴィ・カルハンガ               | Levi Karuhanga            | ウガンダ   | 2007/02/14 | 2008/03/03 |      |
| フランシス・オケロ               | Francis Okello            | ウガンダ   | 2008/03/03 | 2009/07/07 |      |
| ナサン・ムギシャ                 | Nathan Mugisha            | ウガンダ   | 2009/7/7   | 2011/06/15 |      |
| フレデリック・ムギシャ           | Fredrick Mugisha          | ウガンダ   | 2011/06/15 | 2012/05/02 |      |
| アンドリュー・グッチ             | Andrew Gutti              | ウガンダ   | 2012/05/03 | 2013/12/16 |      |
| サイラス・ンティグリワ           | Silas Ntigurirwa          | ブルンジ   | 2013/12/16 | 2014/12/15 |      |
| ジョナソン・キプケモイ・ロノ     | Jonathon Kipkemoi Rono    | ケニア     | 2014/12    | 2015/12/23 |      |
| 代理 ナキブス・ラカラ            | Nakibus Lakara            | ウガンダ   | 2015/12    |            | 代理 |
| 代理 モハメデシャ・ゼイヌ        | Mohamedesha Zeyinu        | エチオピア | 2016/03    |            | 代理 |
| オスマン・ヌール・ソウバレー     | Osman Noor Soubagleh      | ジブチ     | 2016/07/18 | 2018/01/31 |      |
| ジム・ベーシゲ・オウォエシゲレ   | Jim Beesigye Owoyesigire  | ウガンダ   | 2018/01/31 | 2019/01/31 |      |
| ティガブ・イルマ・オンディムネン | Tigabu Yilma Wondimhunegn | エチオピア | 2019/01/31 | 2020/08    |      |
| ディオメデ・ンデゲヤ             | Diomede Ndegeya           | ブルンジ   | 2020/08    | 2021/12    |      |

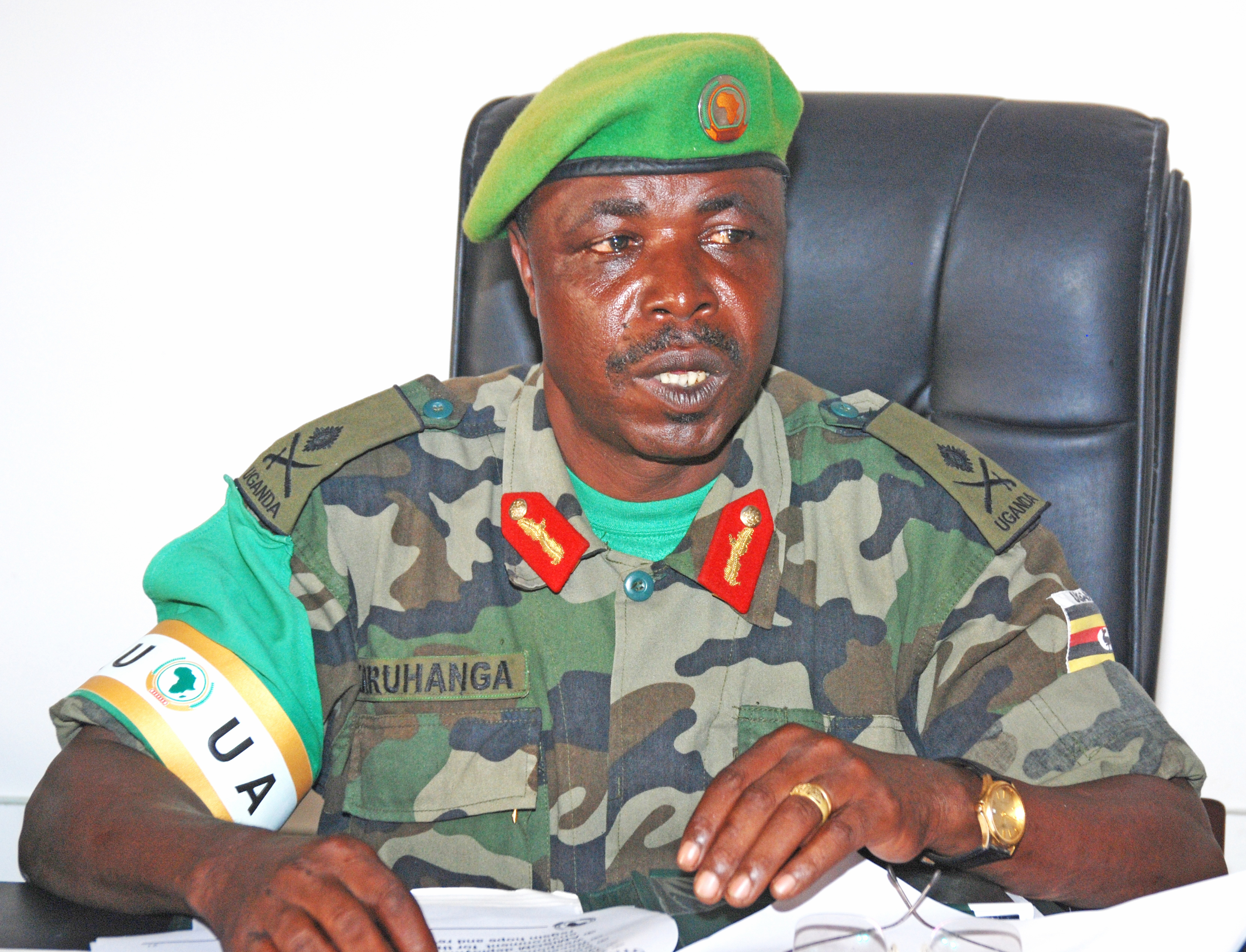
レヴィ・カルハンガ
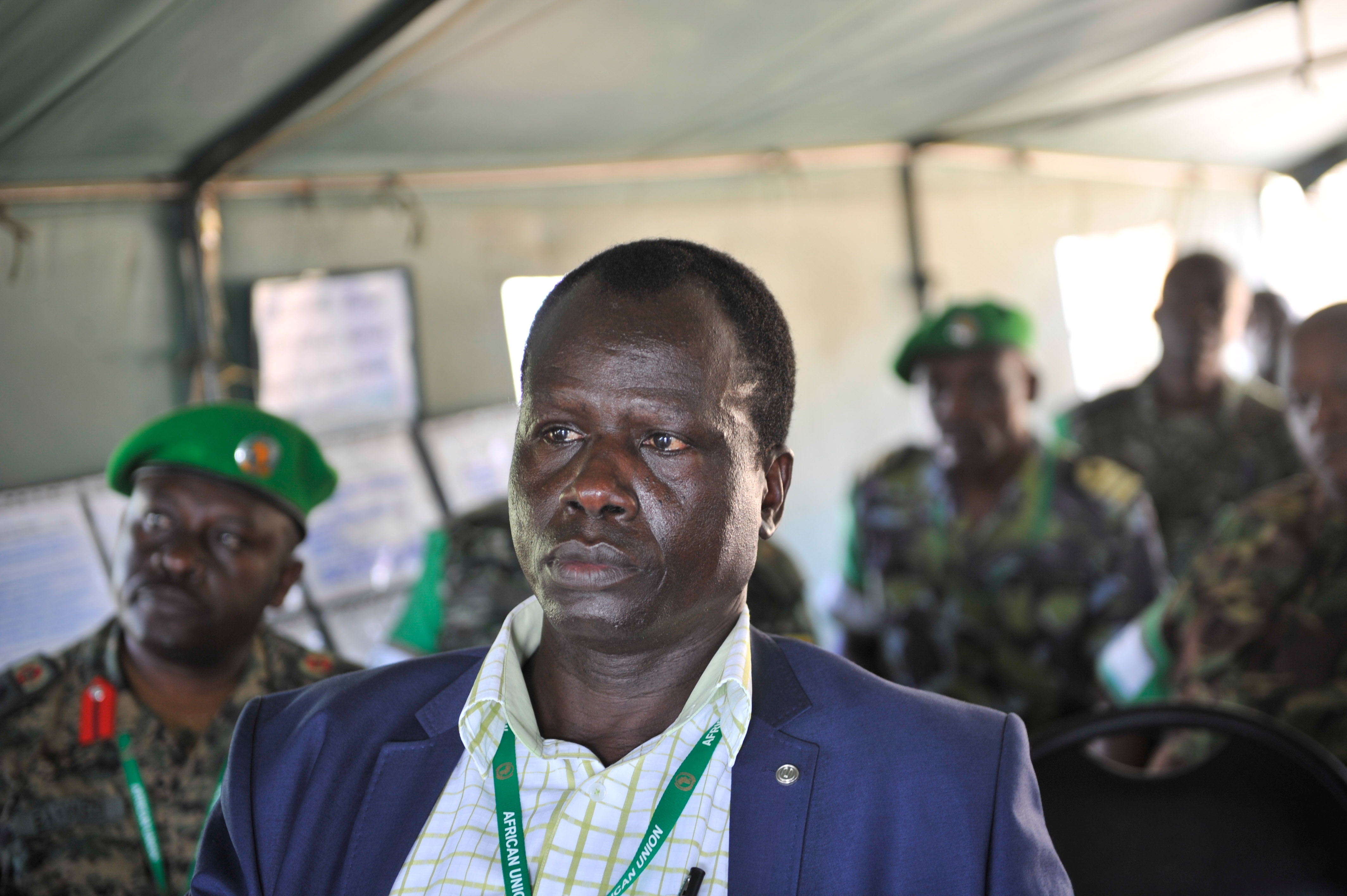
フランシス・オケロ
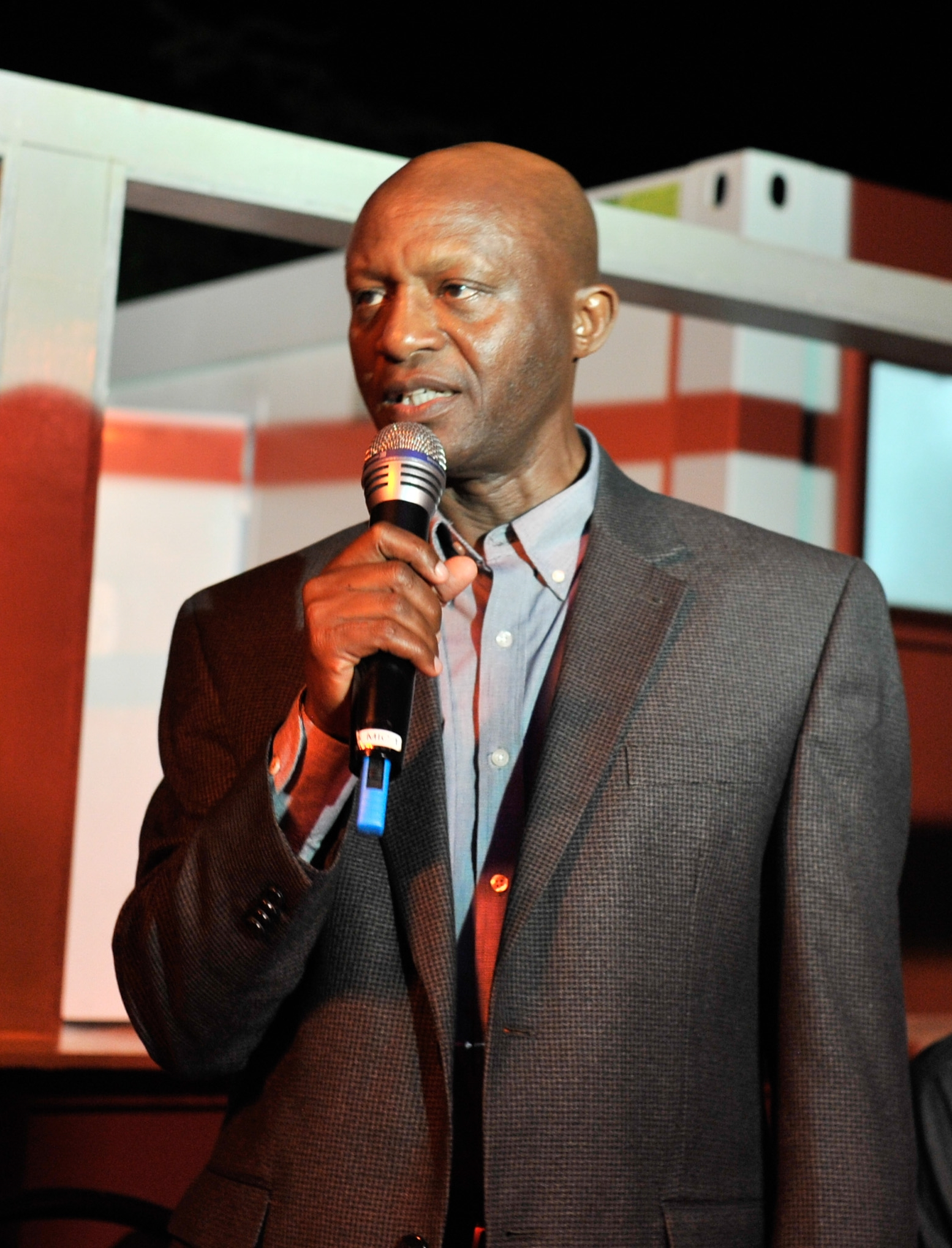
ナサン・ムギシャ
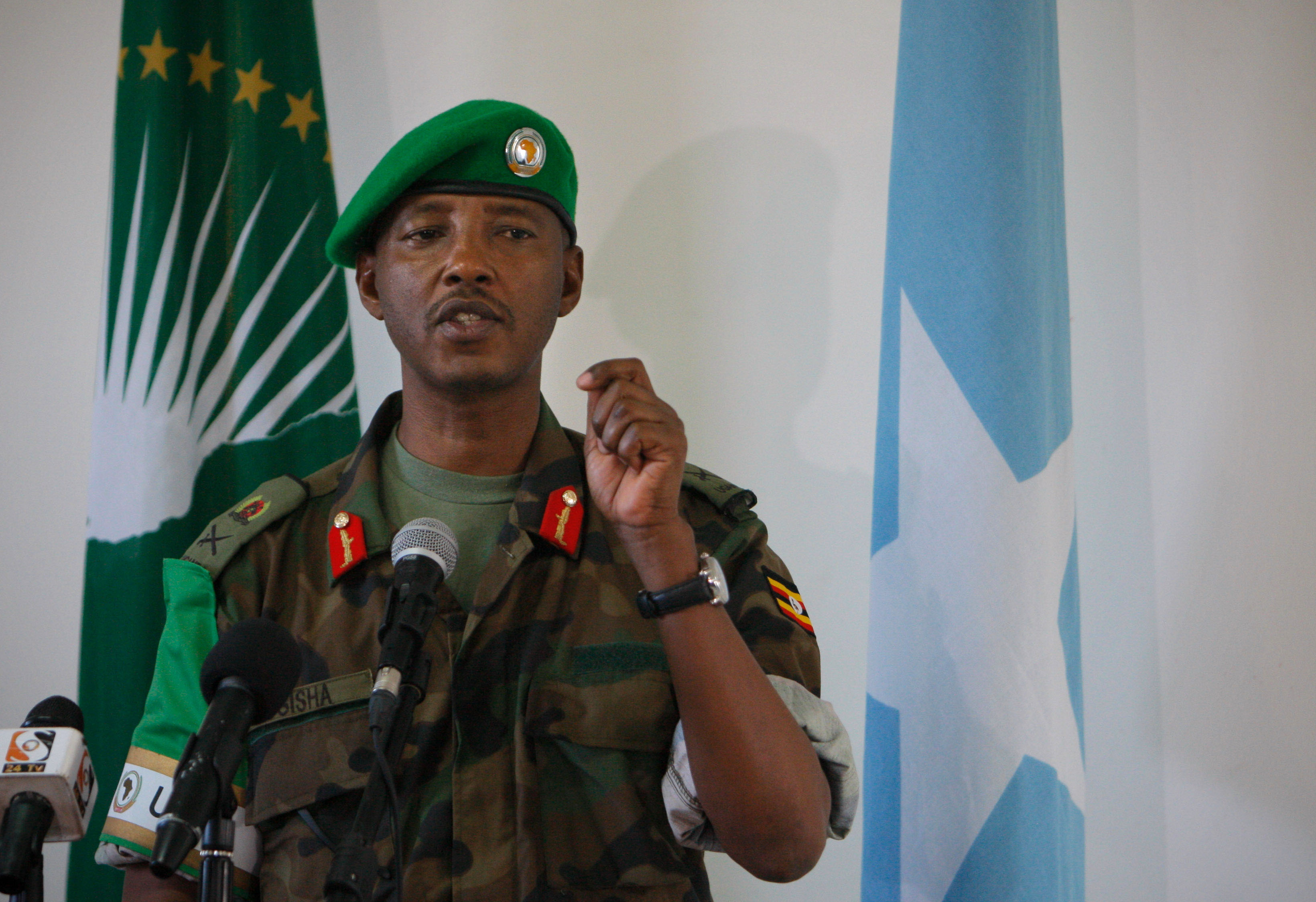
フレデリック・ムギシャ
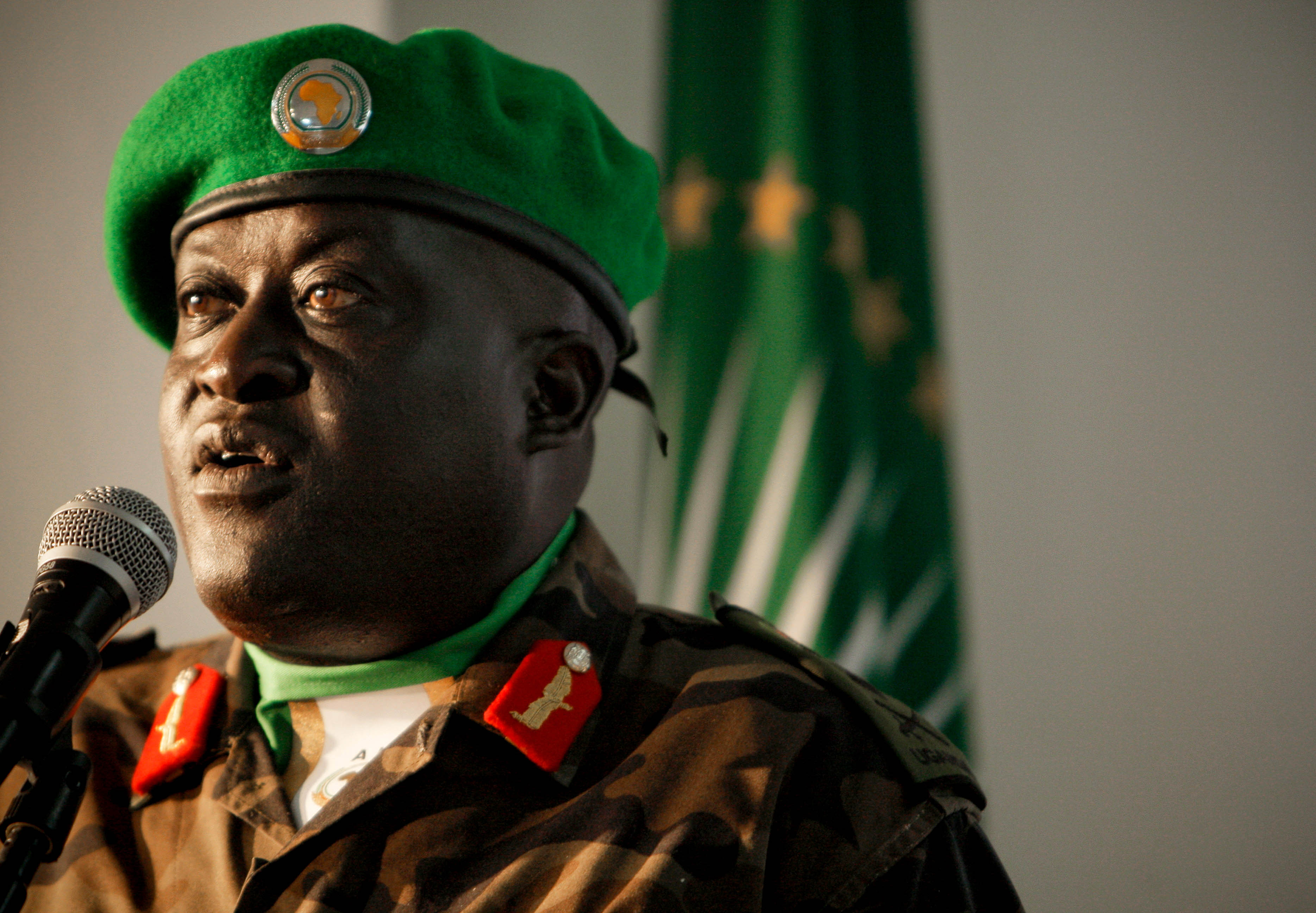
アンドリュー・グッチ
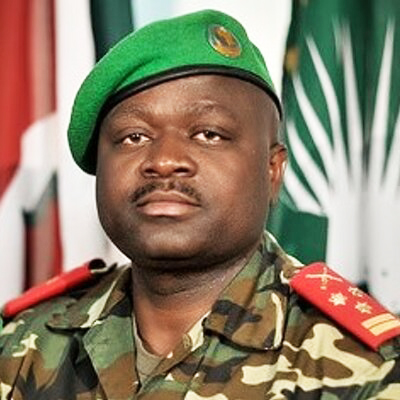
サイリス・ンティグリワ
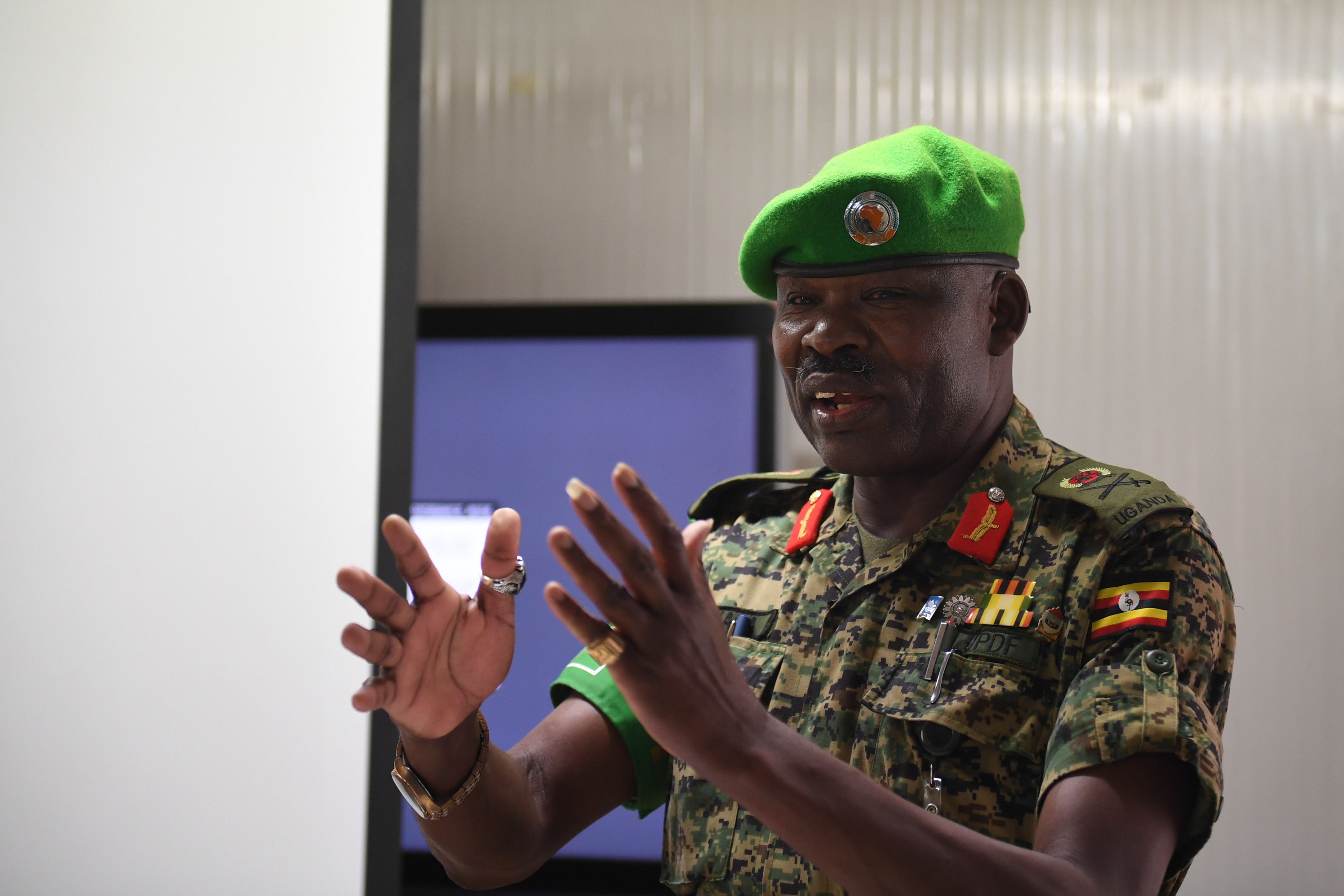
ナキブス・ラカラ
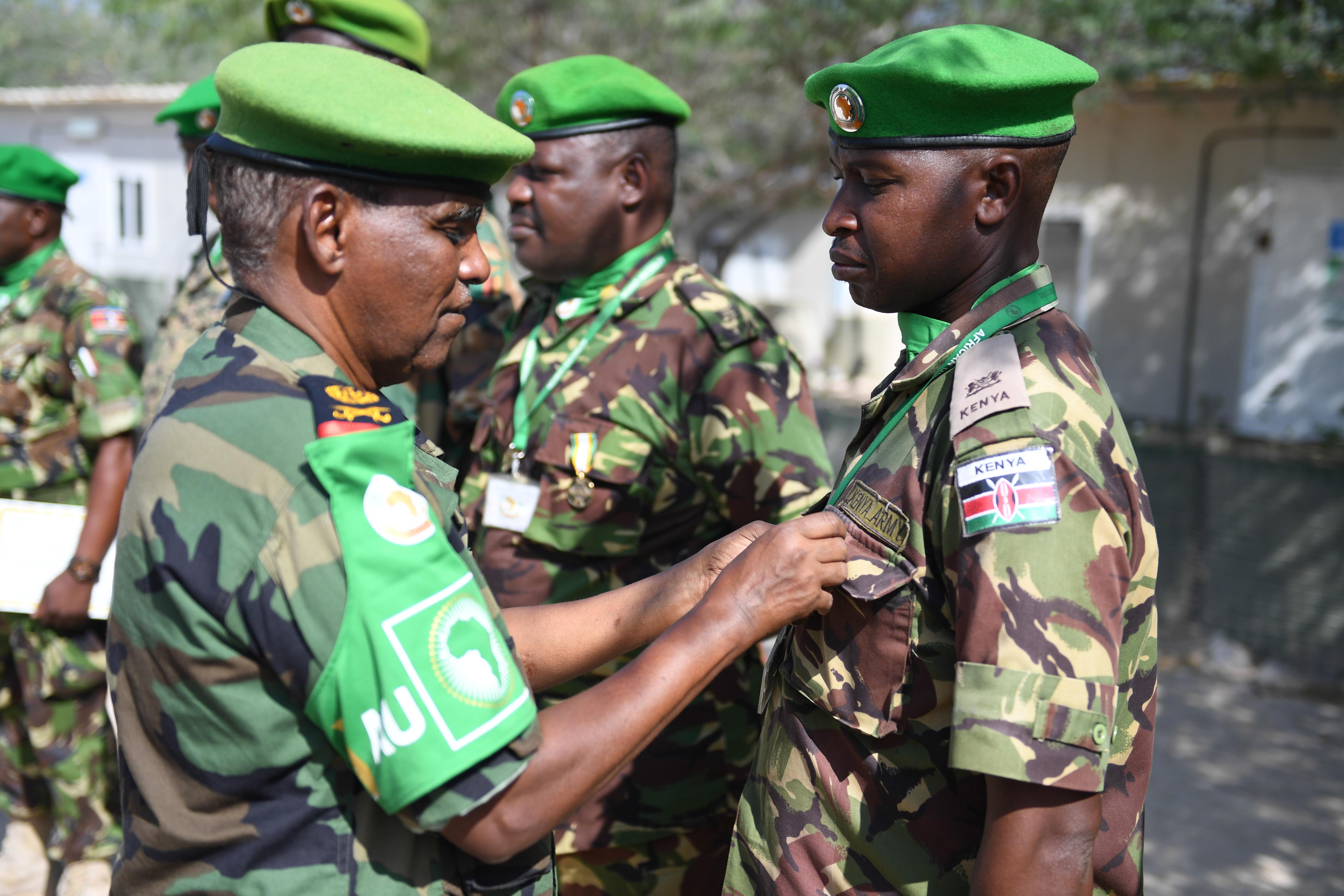
オスマン・ヌール・ソウバレー（左）
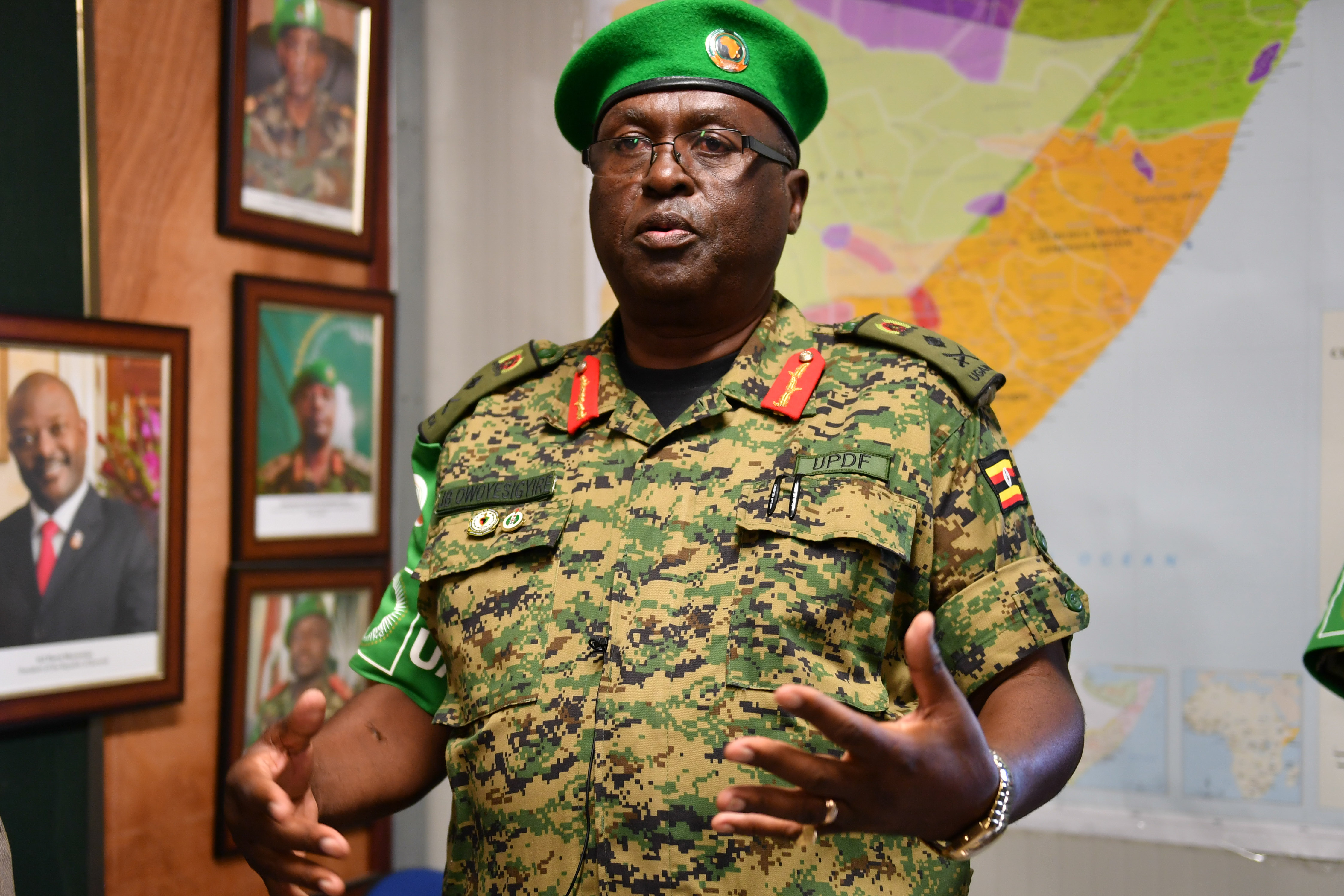
ジム・ベーシゲ・オウォエシゲレ
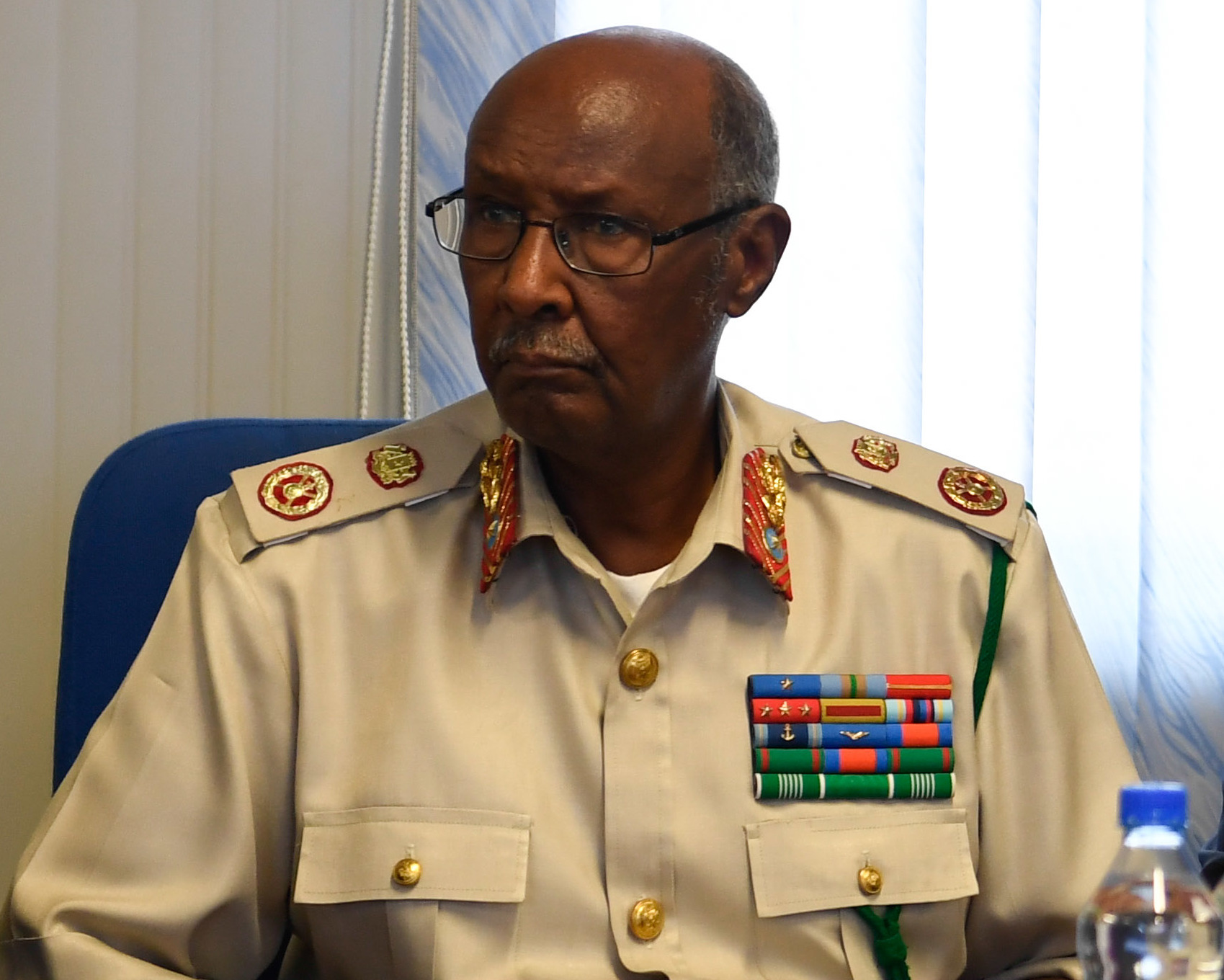
ティガブ・イルマ・オンディムネン
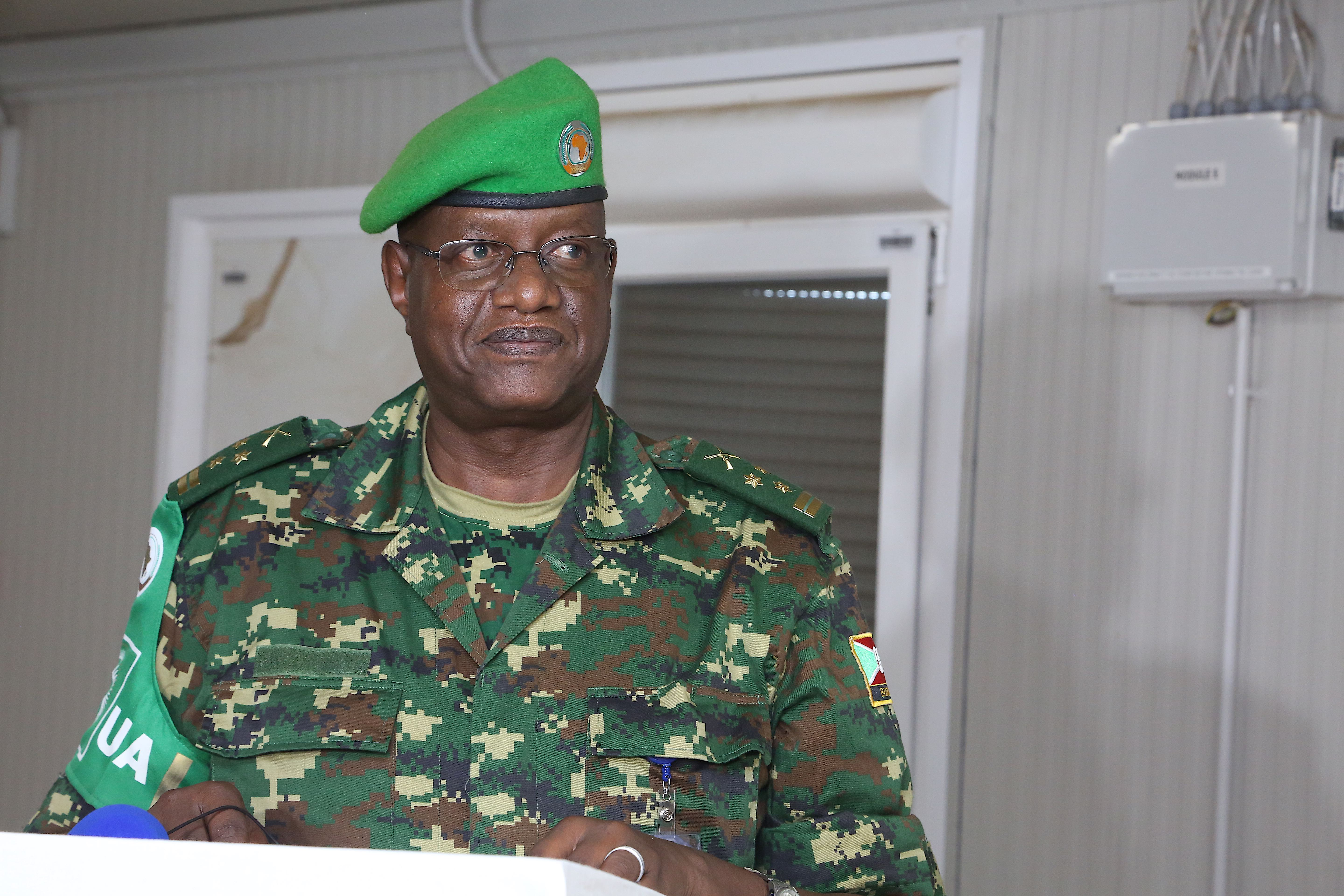
ディオメデ・ンデゲヤ

### 警察長官
| 名前                               | 英語                    | 国籍         | 開始          | 終了              | 備考                 |
| ---------------------------------- | ----------------------- | ------------ | ------------- | ----------------- | -------------------- |
| ハドソン・ベンズ                   | Hudson Benzu            | ザンビア     | 2008          | 2011              | [ 57 ]               |
| チャールズ・マコノ                 | Charles Makono          | ジンバブエ   | 2012年8月     | 2012年末          | [ 58 ]               |
| 代理 ベン・オヨ・ニェコ            | Ben Oyo Nyeko           | ウガンダ     | 2012年末      | 2014年5月13日     |                      |
| アナンド・ピレイ                   | Anand Pillay            | 南アフリカ   | 2014年5月14日 | 2017年11月30日    | [ 59 ] [ 60 ] [ 61 ] |
| 代理 クリスティン・アラロ          | Christine Alalo         | ウガンダ     | 2017年12月    | 2019年3月(事故死) |                      |
| オーガスティン・マグナス・カイリー | Augustine Magnus Kailie | シエラレオネ | 2019年11月8日 | ATMIS移行も継続   | [ 62 ] [ 63 ]        |

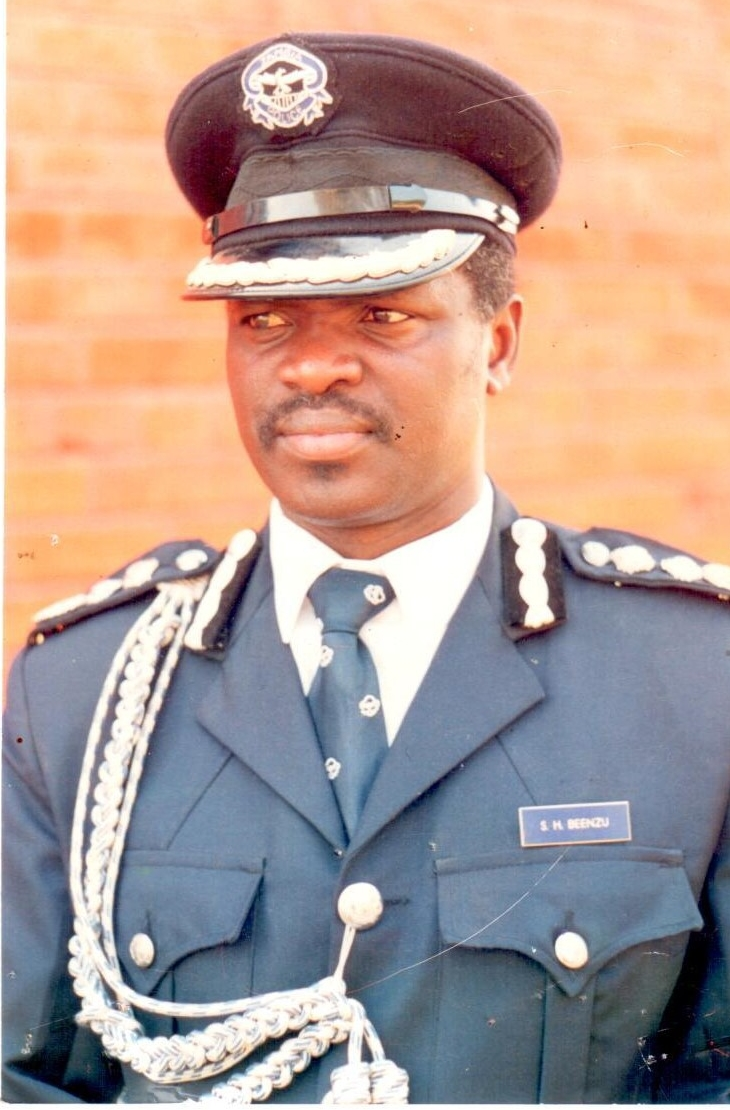
ハドソン・ベンズ
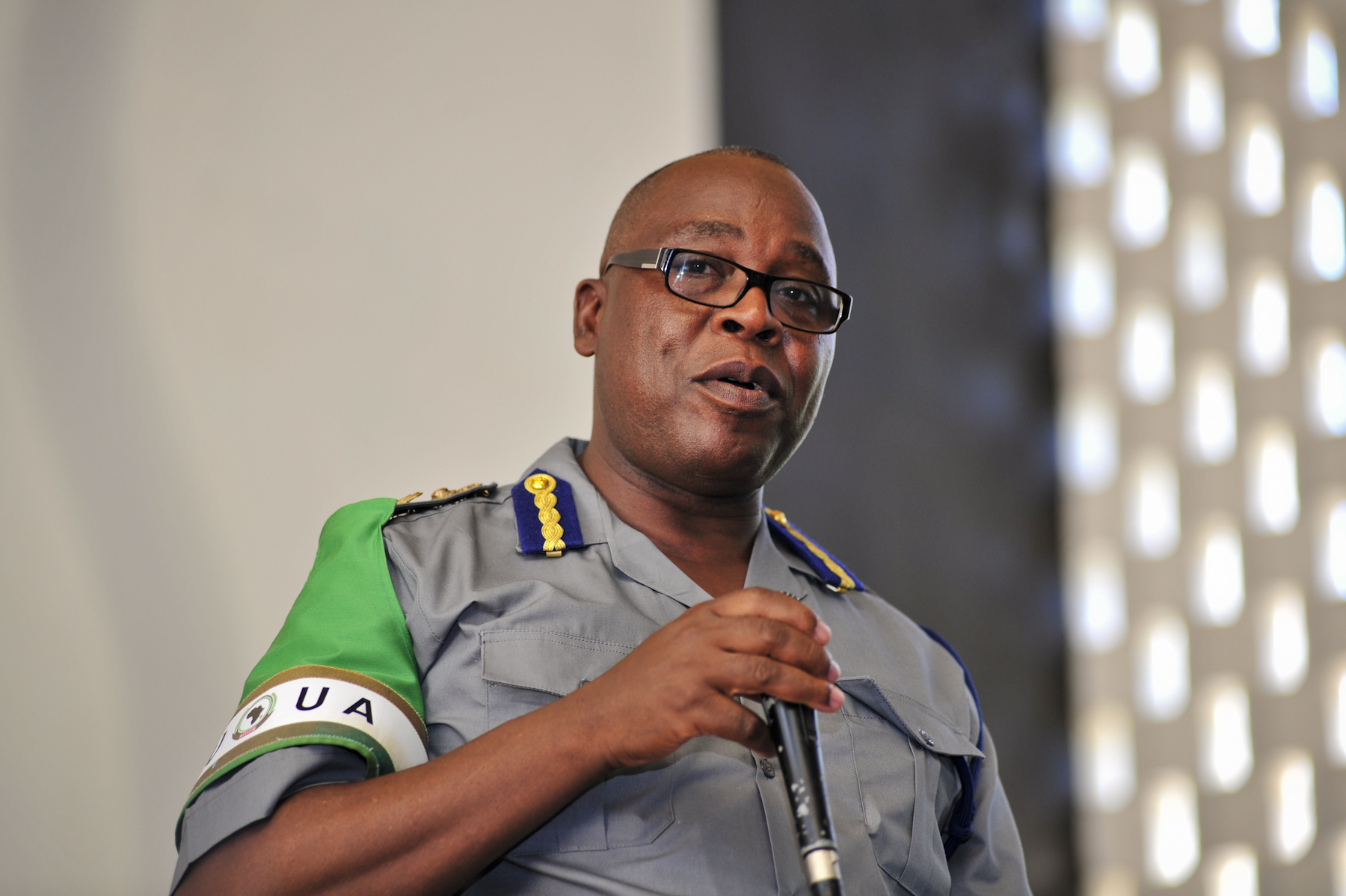
チャールズ・マコノ
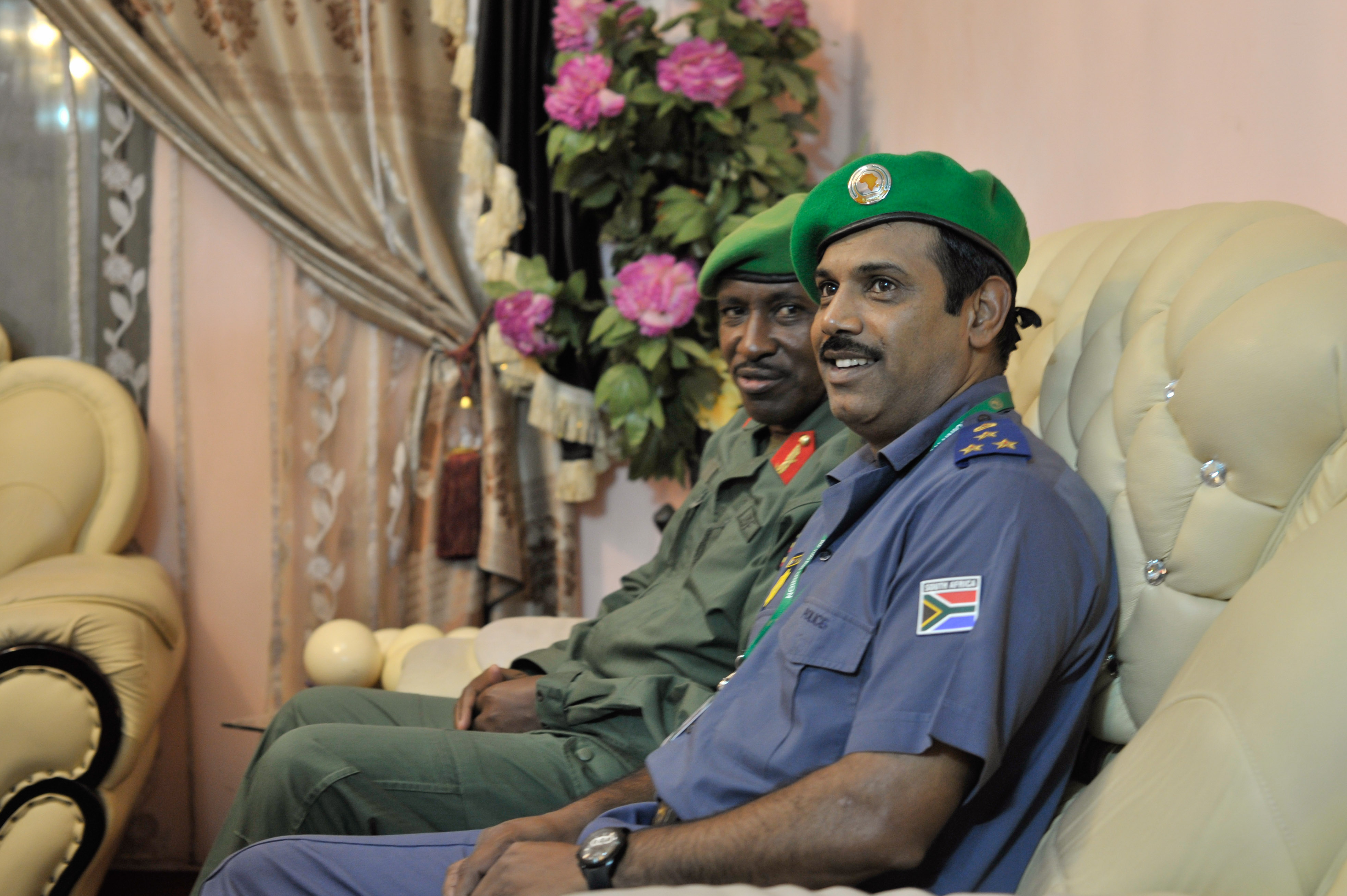
アナンド・ピレイ
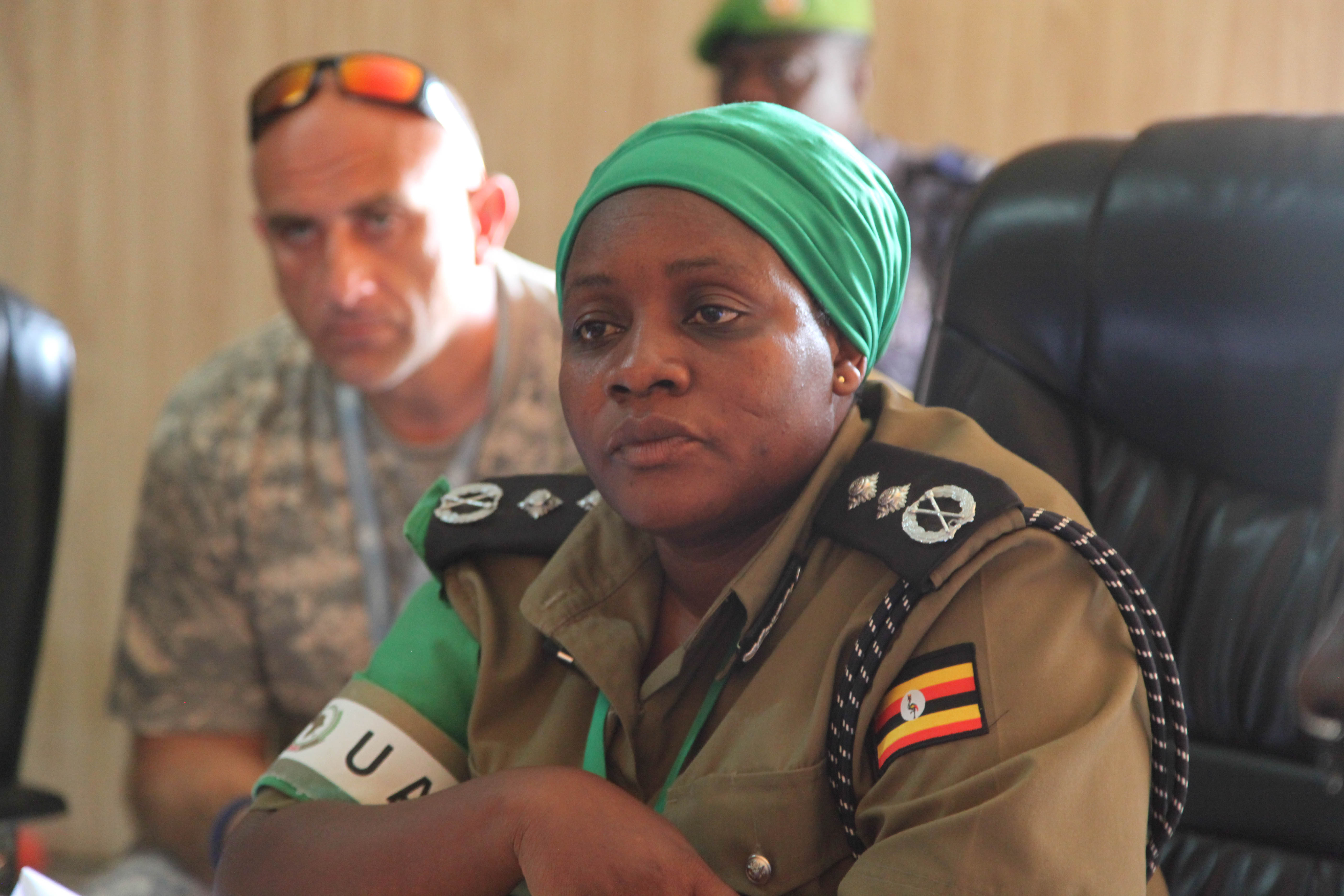
クリスティン・アラロ
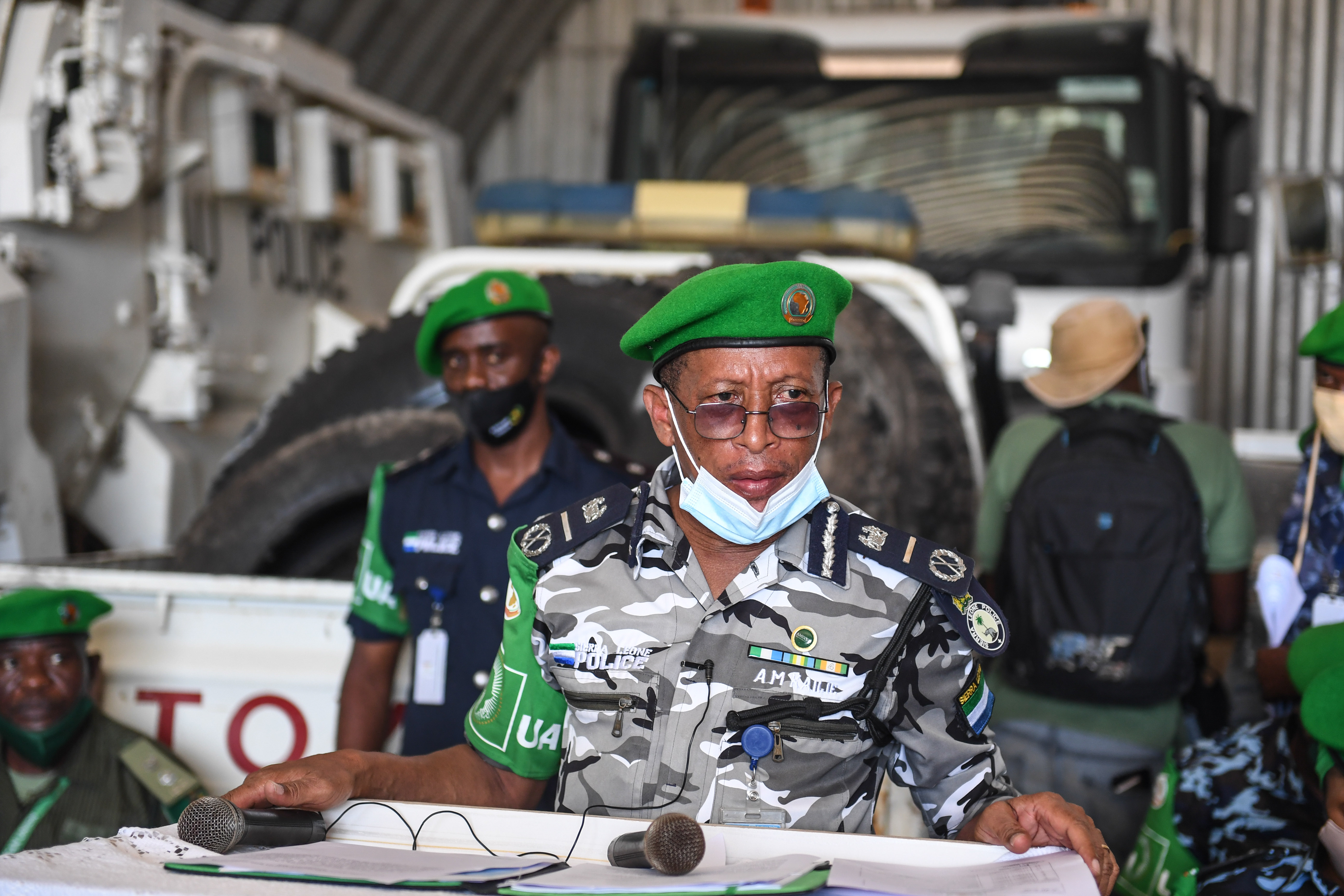
オーガスティン・マグナス・カイリー

## 歴史

### 背景

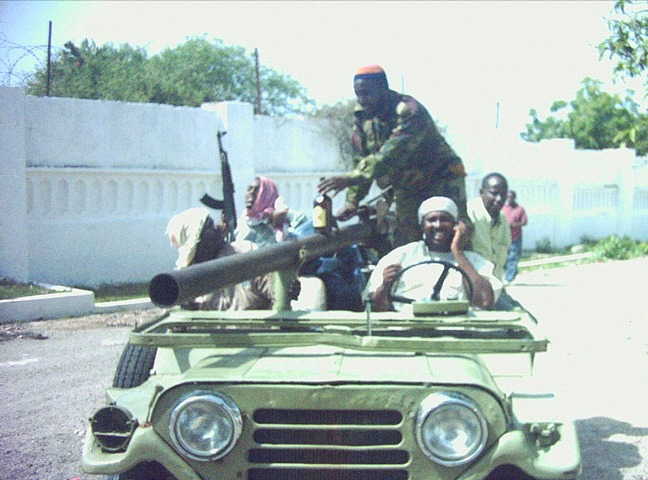
敵対する軍閥から奪ったテクニカルに乗るイスラム法廷連合の兵士

ソマリアではそれまでのソマリア内戦の影響で、外国軍を敬遠する世論が強かった。2004年に現在のソマリア政府の前身であるソマリア暫定連邦政府が成立したが、その翌年には早くも意見が対立し、政府が外国軍の助けを借りて復興を進めようとするのに対して、ソマリアの著名な指導者やグループを中心に外国軍の来訪に反対する意見も有力になっていた。
反政府勢力イスラム法廷連合 (ICU)も、外国の平和維持部隊を攻撃すると宣言していた。イスラム法廷連合はその後も勢力を拡大し、2006年5月から6月にかけての攻撃でソマリアの首都モガディシュを占領した。そのため一部の国連監視員は外国軍の派遣に懸念を示していた。
2006年9月14日、アフリカ連合はソマリアに、東アフリカ政府間開発機構
(IGAD) が提案した平和支援ミッション、IGASOM (IGAD Peace Support Mission in Somalia)を派遣することを承認した。しかしイスラム法廷連合はこれを欧米の差し金とみなし、明確に反対を表明した。

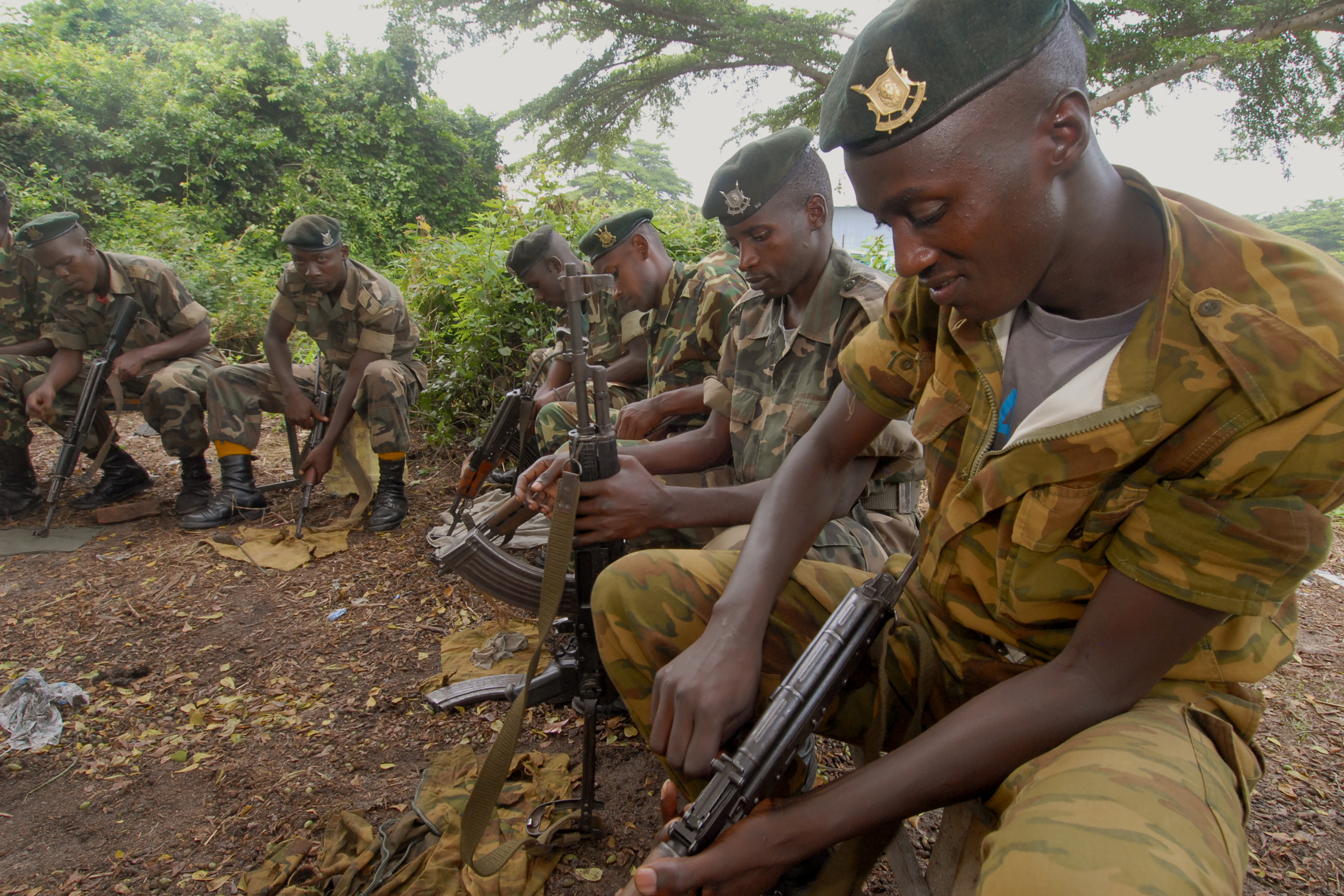
2006年9月、アメリカ軍の指導で自国で訓練を受けるブルンジ兵

2006年11月末には、IGASOMの目的や活動範囲、効果について意見が分かれており、また、ジブチ、エリトリア、リビア、エジプト、ヒズボラ、イラン、サウジアラビア、シリアがイスラム法廷連合（ICU）に武器、資金、訓練の場を提供し、それに対してエチオピア、ウガンダ、イエメンがソマリア政府やICUに対抗する軍閥を支援していると報道されている。
2006年12月6日、国際連合安全保障理事会は、外国部隊の派遣に備えて、ソマリアへの武器禁輸決議を一部改訂し、外国部隊の6ヶ月の派遣を発令した。 しかし結局、IGASOMの派遣は実現しなかった。

### AMISOMの誕生
2007年1月19日、アフリカ連合の平和安全保障理事会は、ソマリアに平和支援ミッションとして軍を派遣し、その名称をAMISOMとすることを決定した。アフリカ連合はその人数を8000人とし、まずは2500名を直ちに派遣すると発表した。 ただしAMISOMの任務は治安維持であり、イスラーム反政府勢力の討伐は含まれなかった。（これは後に変更される）
エチオピア軍は早期の撤退を希望していた。同じ2007年1月19日にエチオピアの首相が「数日中に撤退を開始する。ただし責任ある形で撤退したい」と表明していた。
2007年1月22日、マラウィが1個または半個大隊（1個大隊は約500名）を派遣すると発表。（ただし実現せず。）
2007年1月24日にはナイジェリアが2週間以内に1個大隊を派遣すると発表。（これも実現せず。）
2007年1月26日に英BBCは、この軍にマラウイ、ナイジェリア、ガーナが参加を表明し、ウガンダが議会承認を条件に参加を表明し、タンザニアとルワンダが検討していると報じた。そしてこの軍が、エチオピア軍に代わってソマリアの首都モガディシュなどを防衛することとなったと報じた。ただしこの中で実際に当初から参加したのはウガンダだけだった。
イスラーム反政府勢力はエチオピア軍およびソマリア軍に対して攻撃をしかけ、2007年1月26日には首都モガディシュで5人が死亡する戦闘となった。
2007年2月1日、ブルンジも参加を表明。この時点でアフリカ連合は当初決められた8000人の兵士を集めるのに苦労していた。ただし実際の派兵は12月となる。
2007年2月9日、ソマリアの首都モガディシュ北部で、AMISOMに反対する住民の抗議活動が発生し、エチオピア、ウガンダ、米国の国旗に火が付けられた。
2007年2月16日、ウガンダがAMISOM参加を表明した。その時点のAMISOMの予定人数は4000人だった。 
ウガンダは1500人を派兵することになった。

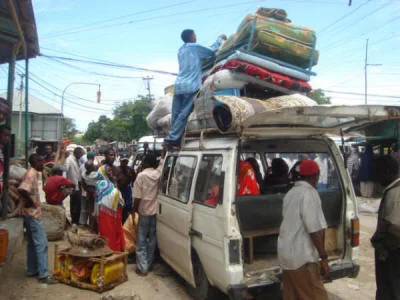
2007年4月、エチオピア軍の砲撃の中逃走する首都モガディシュの住民

2007年2月19日、イスラーム法廷連合（ICU）撤退後の首都モガディシュの治安が極度に悪化していると報じられている。ICU撤退直後には銃が全くない状態だったが、この時点ではどこにでも銃があり、道路には違法な検問所が乱立する状況となった。
2007 年 2 月 20 日、国連安全保障理事会はアフリカ連合に任期6カ月の平和維持ミッションAMISOMの派遣を認可した。AMISOMに対してEUは1500万ユーロの資金を提供すると発表した。
2007年2月25日、タンザニアは自国でソマリア軍の訓練をすると発表。
2007年3月6日、AMISOM部隊が初めてソマリアの首都モガディシュに到着した。ウガンダ軍だった。人数は1200名。
2007年3月27日、ブルンジ軍が7月に1700名を派遣することとなった。 ただし8月になっても派遣されず、後述する通り12月となった。

### アル・シャバブの台頭

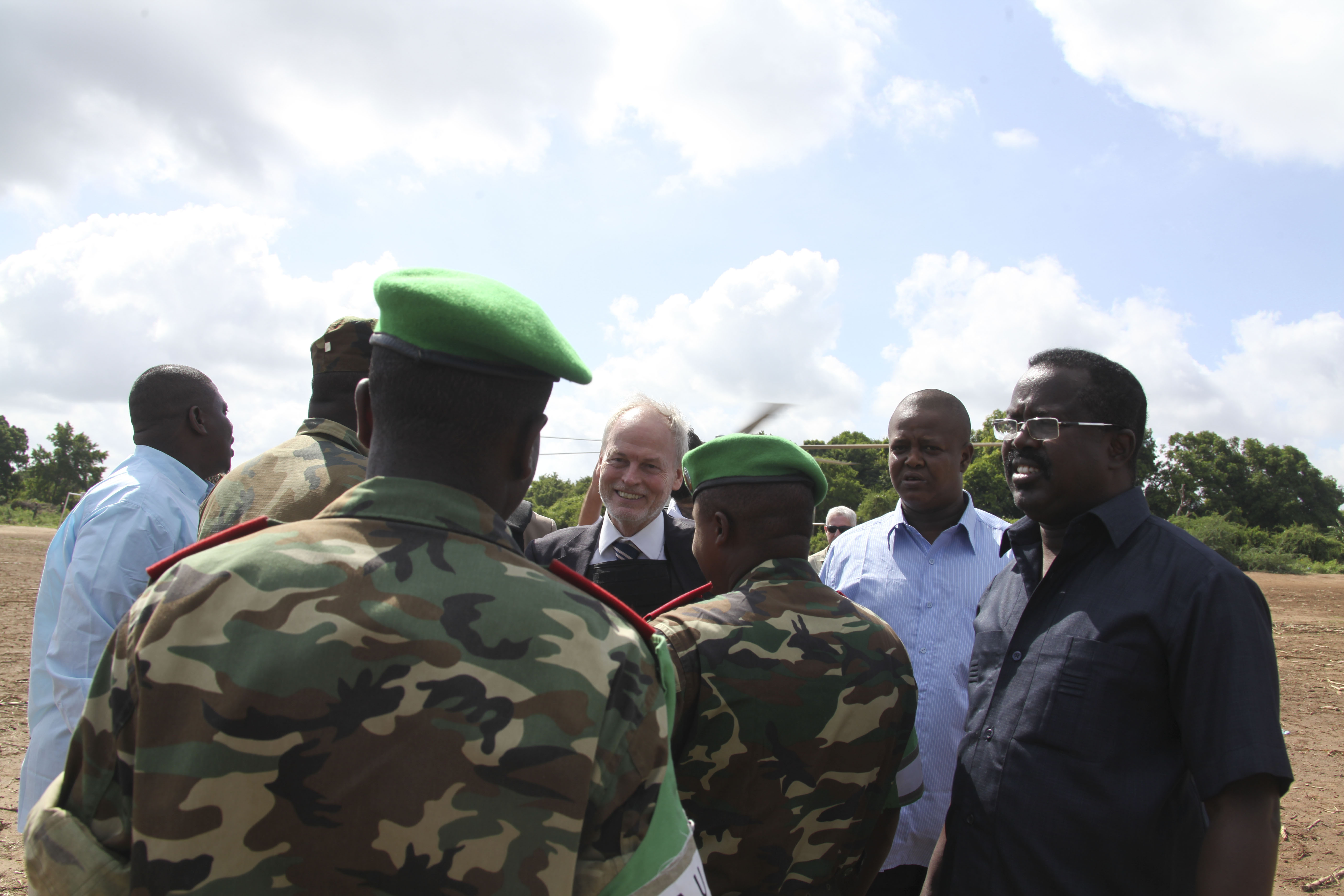
2008年1月、ジョハールの飛行場で国連事務総長特別代表を迎えるAMISOMとソマリア暫定政府関係者

2007年11月、新たなイスラーム反政府勢力であるアル・シャバブがソマリアの首都モガディシュを守るエチオピア軍とソマリア軍を攻撃した。この時は双方に損害が出るものの、支配領域に大きな変化はなかった。（2007年モガディシュの戦い）
2007年12月23日、ブルンジはAMISOMに100人の先発隊を派遣した。

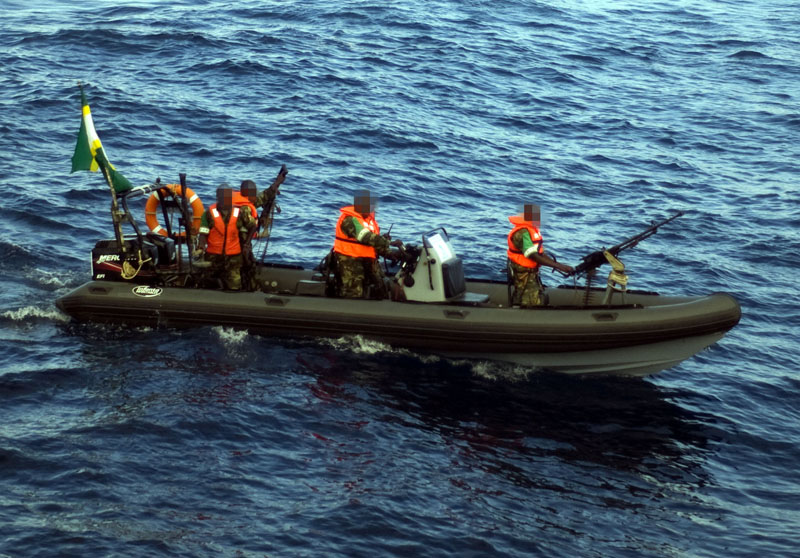
2008年3月、ソマリア沖で活動するAMISOMのウガンダ海兵隊

2008年3月22日、アル・シャバブがソマリア政府軍が守るジョハールを占領した。また、これに関連してエチオピア軍が一時的にマルカを占領した。
2008年4月、アル・シャバブがソマリアの首都モガディシュを守るエチオピア軍とソマリア軍を攻撃した。この時には民間人に多くの被害が出たが、両軍の損害は比較的少なかった。（2008年モガディシュの戦い）
2008年11月初め、アル・シャバブはマルカを占領。中旬にはブラバも占領した。
この頃、アル・シャバブの幹部の一人は「我々はアラスカ、チリから南アフリカ、日本、ロシア、ソロモン諸島、そしてアイスランドに至るまでイスラムの支配を確立する」と豪語している。
2009年1月14日、エチオピア軍は当初の目的を達成したとして、首都モガディシュから撤退した。さらに1月25日には暫定連邦政府が置かれたバイドアから撤退した。すると1月末、アル・シャバブが侵攻してバイドアは占拠され、ソマリア暫定連邦政府はジブチに避難した。
2009年2月、アル・シャバブがソマリアの首都モガディシュを守るソマリア軍を攻撃した。（2009年2月モガディシュの戦い）それに付随してモガディシュのAMISOMの基地にも自爆攻撃が行われ、兵士11人が死亡した。
2009年5月、アル・シャバブがソマリアの首都モガディシュを守るソマリア軍を攻撃した。ソマリア軍はAMISOMの保護地域に撤退し、アル・シャバブに首都の北部と東部を制圧された。（2009年5月モガディシュの戦い）その後はAMISOMと直接の関係は無いが、ソマリア中部にて2009年5月、イスラーム反政府勢力による大攻勢が始まり、ソマリア軍は年末まで鎮圧に追われた。まず2009年5月4日、アル・シャバブはブロブルデを占領した。さらに5月17日、ジョハールを占領した。2009年10月、ハラデレ、エルデレ、ホビョを占領した。
2009年7月、AMISOMの間で原因不明の病気が流行していると報告された。世界保健機関 (WHO) などの調査によると、食糧の偏りによるチアミン欠乏による湿性脚気（浮腫と心不全が主症状）と見られている。この時点でAMISOMはモガディシュ周辺の9つのキャンプに駐在するブルンジ軍2100、ウガンダ軍3650から成っていた。

### 治安維持から討伐への転換
2009年7月12日、ソマリアの首都モガディシュで、ソマリア政府軍とアル・シャバブの戦闘が発生した。それまでAMISOMは不介入の方針だったが、大統領官邸からわずか1kmの地点がアル・シャバブに奪われたため、安全上の理由から戦闘に直接介入した。
2009年10月31日、ソマリア軍はアル・シャバブからブールハカバを攻防の末に奪取した。地元の目撃者によるとエチオピア軍が支援していたというが、エチオピア政府とソマリア政府はソマリアにエチオピア軍がいること自体を否定。
2009年12月、アル・シャバブの首都での自爆攻撃で20人以上の民間人と役人が死亡した。この時のアル・シャバブの指導者が外国人と認識されたため、それまでアル・シャバブに同情的だった一部のソマリア政府高官もアル・シャバブから離反することになり、アル・シャバブの地位が大きく低下した。
2010年7月22日、ウガンダの首都カンパラでアフリカ外務大臣会議が行われ、AMISOMの任務を「治安維持」から「アル・シャバブ討伐」に変更することが決議された。また、ギニアとジブチが部隊を派遣することとなった。この時点でAMISOMの兵力は、上限は8千人とされており、実際にはウガンダとブルンジの計6千人だった。なお、この時点でウガンダはAMISOMに兵士2500人を派遣しており、年間3,300万ドルを受け取っていた。26日にはアフリカ連合の会議でも合意に達した。しかし国連安全保障理事会はAMISOMの任務を討伐に変更する事に難色を示し、アフリカ連合首脳会議は27日に一旦この決議を取り消した。
2010年8月、アル・シャバブがソマリアの首都モガディシュを守るAMISOMを攻撃した。アル・シャバブは一部の土地の占領に成功した。
2010年12月になって、AMISOMの兵力はようやく当初の設定だった8000人に達した。
2010年12月15日、ストックホルム国際平和研究所は解説記事の中で「AMISOMの活動でソマリアの状況は改善しておらず、ソマリア連邦政府との連携も欠いており、むしろアル・シャバブの標的になってしまっているので、方針の転換が必要である」と論じている。
2010年12月22日、国連安全保障理事会は決議1964を採決し、AMISOMの任期を2011年9月30日まで延期し、兵力を8千から1万2千に増強することを決議した。アフリカ諸国は2万を要求していたが、これは受け入れられなかった。
2011年8月のAMISOMの攻撃によりアル・シャバブは首都のほとんどの土地を失い、10月には完全に追い出された。最終的にAMISOMは土地を守ったが、2011年10月までに兵士600人以上、民間人2千人以上が死亡した。攻撃側のアル・シャバブも千人以上が死亡した。（2010年モガディシュの戦い）
2011年3月初め、国連事務総長のバン・ギムンは、AMISOMの支援を受けてアル・シャバブを駆逐しようとしたソマリア軍に対して、成果が貧弱であり、緊急の対応が必要だと警告した。
2011年3月12日、ブルンジはAMISOMに兵1000人を派遣。AMISOMの兵力は4400人となった。

### ケニア軍の参戦

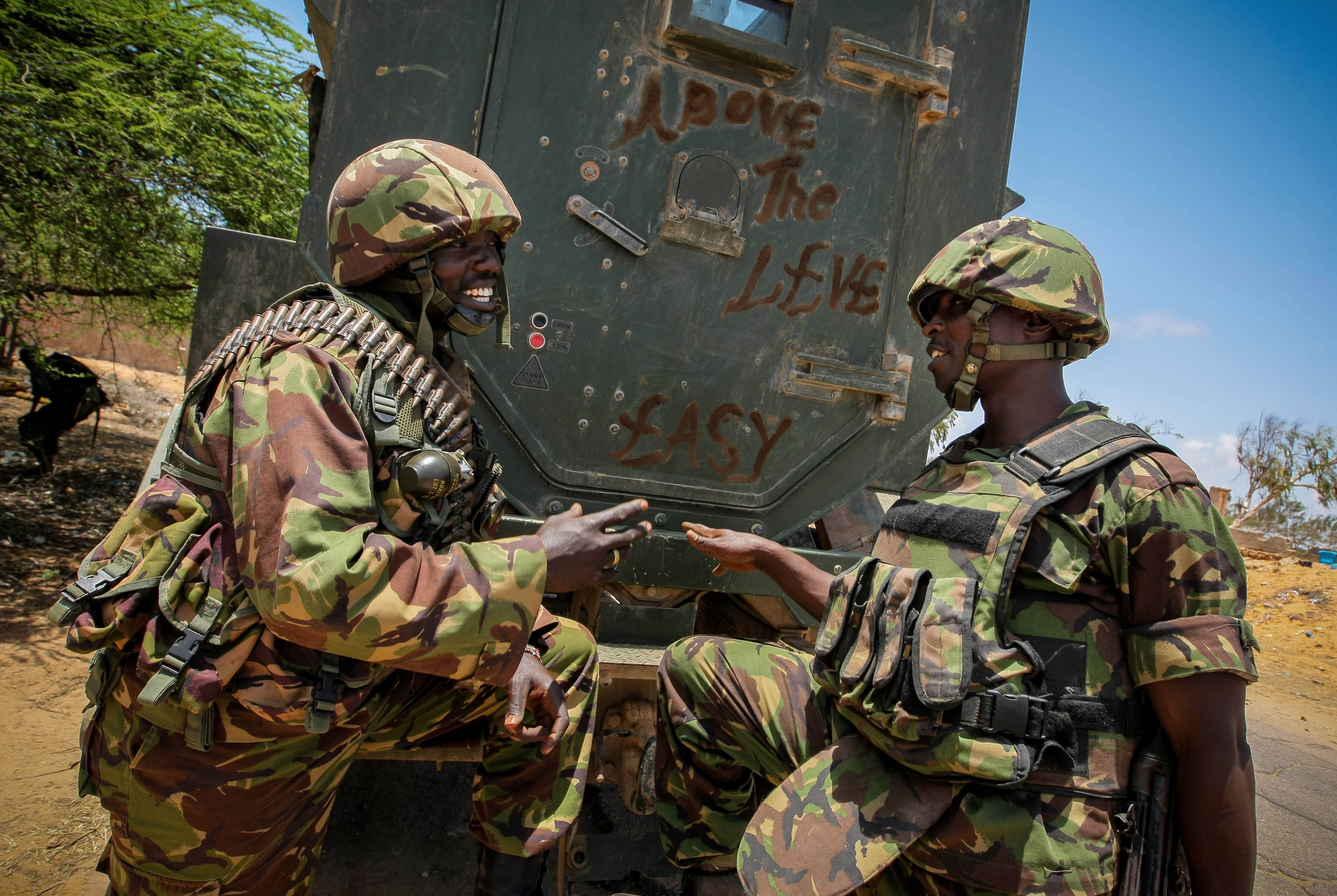
会話するAMISOMのケニア兵

2011年10月14日、ソマリアのイスラーム反政府勢力がケニアにも脅威となってきたことを受けて、ケニア軍がソマリアに侵攻した（ ケニア軍のソマリア侵攻）。この時には4660名が派遣された。10月末にケニアとソマリアの両首相がナイロビで会談し、ソマリアはケニアの動きを支持し、共同して戦うこととなった。11月、国連とAUはケニア軍に対してAMISOMの傘下に入るよう要請した。そしてケニアも了承した。この時点でAMISOMに派兵しているのはウガンダとブルンジのみで、兵力は9000名だった。
2011年12月、ジブチがAMISOMに参加し、960人を派遣した。AMISOMに参加した3番目の国となった。
2012年2月22日、ケニア軍が正式にAMISOMに組み込まれた。これはケニア軍の駐留費用をアフリカ連合が（間接的にはそこに資金提供しているEUが）派兵時に遡って支払うことも意味した。この時点のケニア兵一人当たりの給与は月額1000
ドル（手取り800ドル）と見られる。

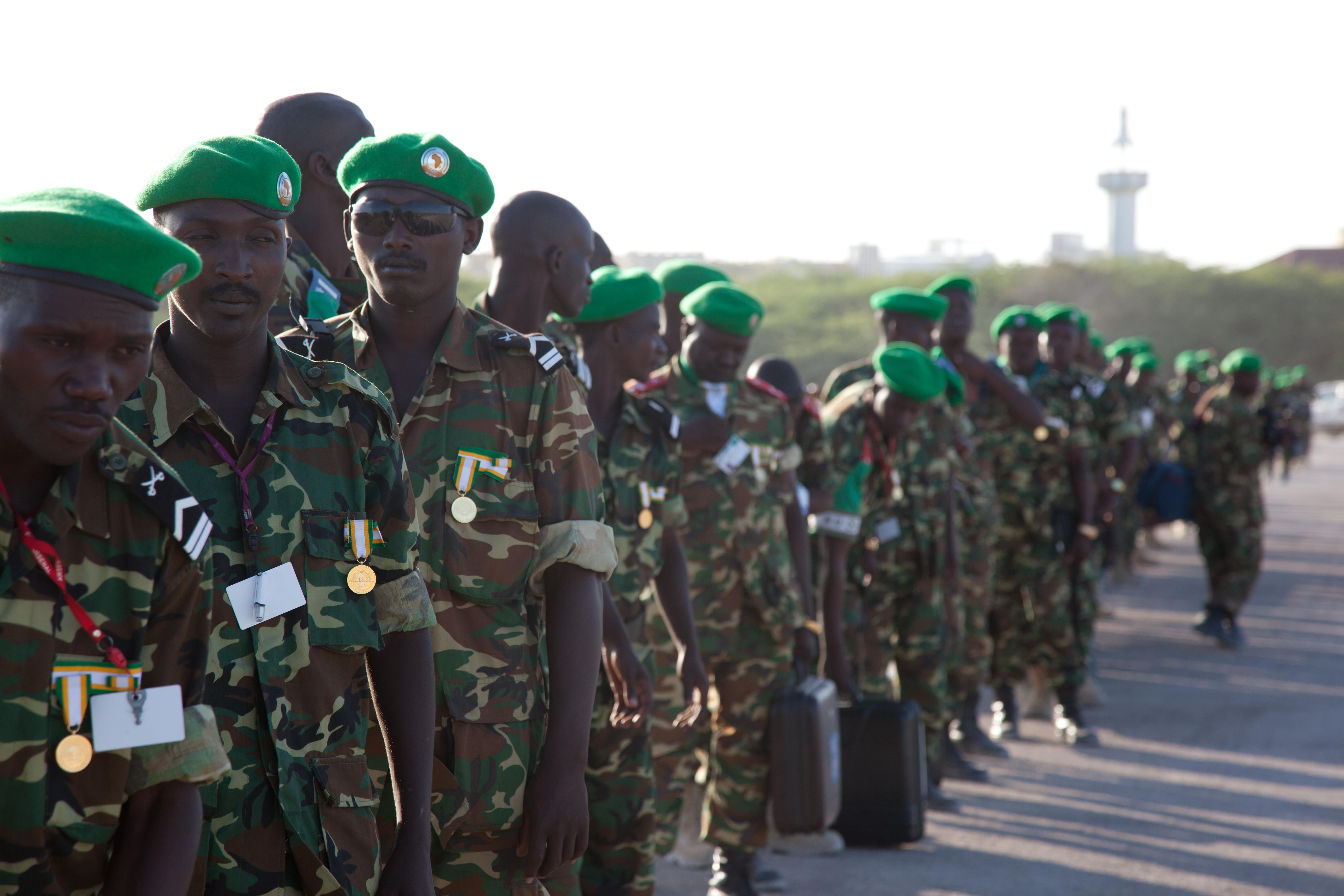
2011年12月、ソマリアでの従軍勲章を胸に任務を終えてモガディシュ空港で飛行機を待つブルンジ兵

2012年2月22日、国連安全保障理事会は、ケニア軍をAMISOMに組み込むため、AMISOMの兵力（警察含む）を1万2千人から1万7731人に増員する決議を行った。また、AMISOMを支援する国連の費用は、EUが負担する兵士給与を別にして、年間2億5千万ドルから5億5千万ドルに増額となった。 この時点でもエチオピア軍はAMISOM外としてソマリアに滞在しており、間もなく撤退すると見られていた。
これに伴い、AMISOMは4箇所の拠点（セクター）に分けられることとなった。新たに参加したケニアは中部ジュバ地域と下部ジュバ地域を、ジブチはガルグドゥード地域、ムドゥグ地域、中部の重要都市ベレトウェイン（セクター4）を、その他（セクター1, 3）は当初から参加しているウガンダとブルンジが受け持つこととなった。
2012年2月22日、エチオピア軍はアル・シャバブから南部の重要都市バイドアを奪還し、アル・シャバブの崩壊は近いとみられていた。（ただし実際にはアル・シャバブは地方の複数の町村などを拠点にして2025年時点でも活動を続いている。）

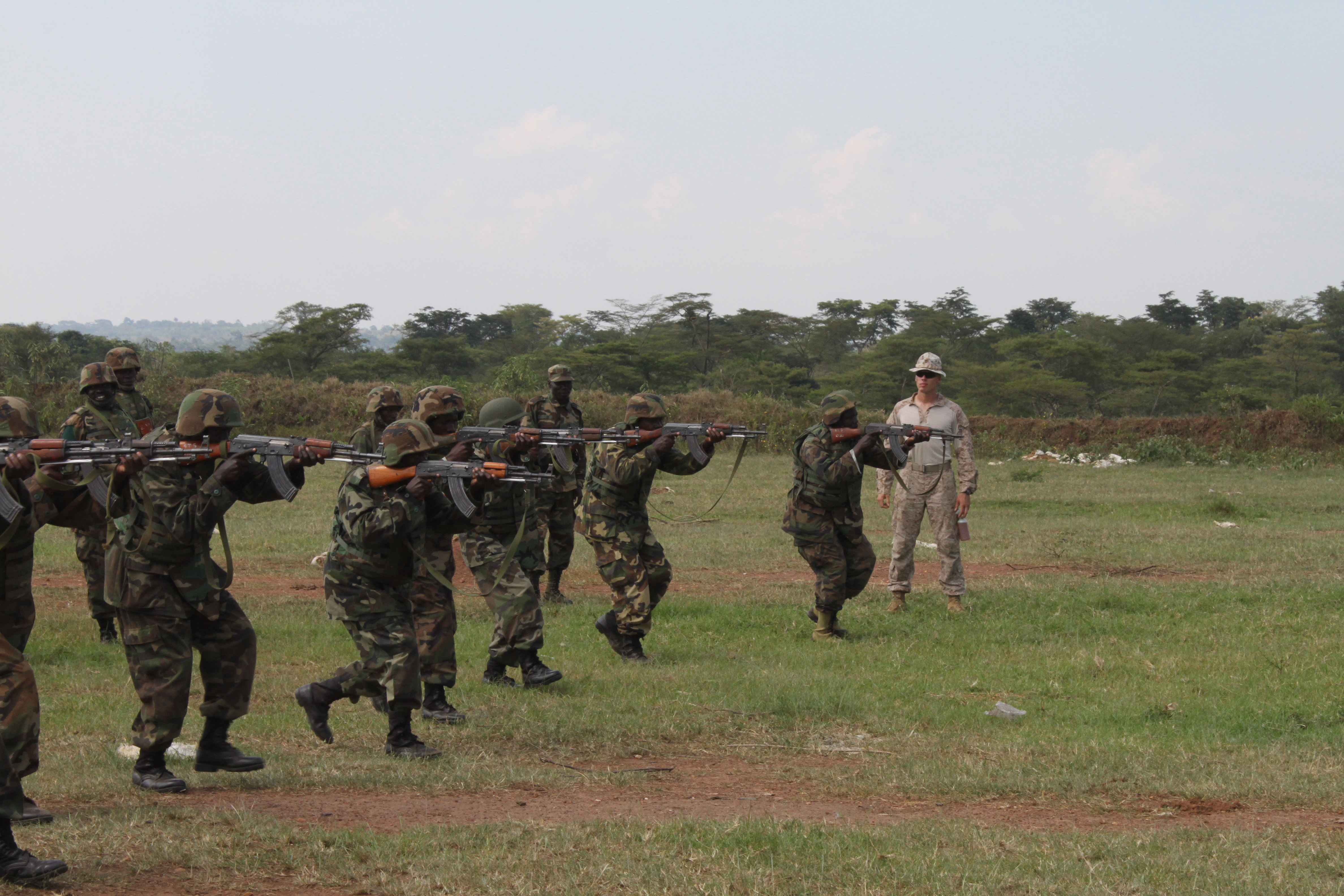
2012年8月、AMISOM派遣予定のウガンダ兵を訓練するアメリカ海兵隊

2012年5月、アメリカはAMISOMに派遣するための兵3500名を訓練するため、30名の海兵隊員をウガンダに派遣した。その際、アメリカはソマリアへの直接介入を避けていると報じられている。
2012年5月31日、ケニア軍とソマリア政府寄りの軍閥ラス・カンボニ軍（後のソマリア連邦構成国の一つジュバランドの前身）がアフマドゥを占領。

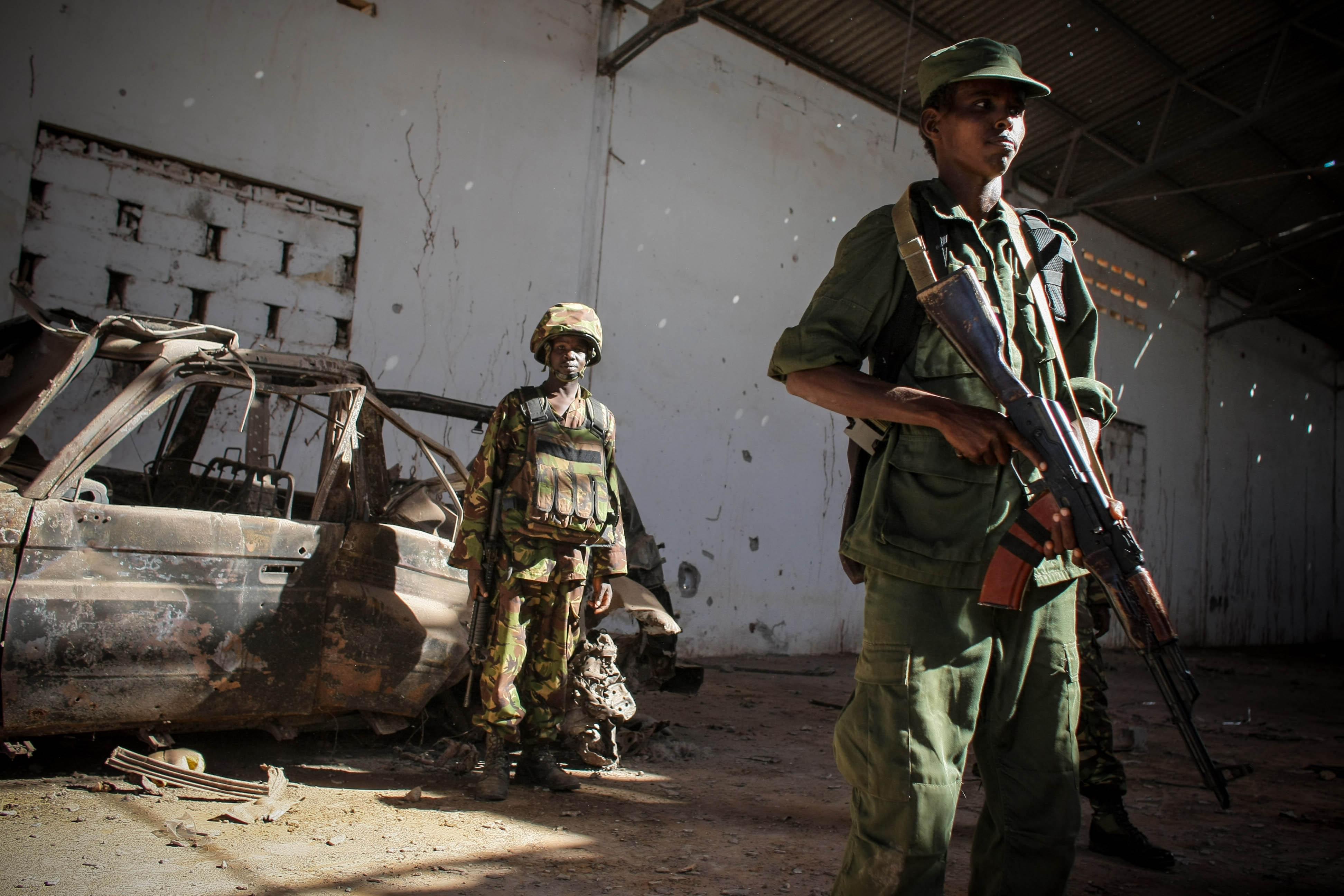
2012年10月2日、キスマヨで1週間前にAMISOMのケニア部隊に空爆されたアル・シャバブの車両の前に立つソマリア政府派の軍閥ラスカンボニ軍

2012年8月27日、ソマリア軍とAMISOMは合同でアル・シャバブからマルカを奪還した。これにより「第１セクター」でアル・シャバブが支配する主要都市はジョハールのみとなった。
2012年9月、AMISOMのケニア部隊がアル・シャバブが支配する貿易拠点キスマヨを陸、空、海から同時攻撃し、アル・シャバブは戦わずに撤退した。キスマヨはアル・シャバブの重要な財源であり、この占領でアル・シャバブは崩壊するだろうと予想された。ただしこの後もアル・シャバブは小さな集落を拠点に長く活動を継続することになる。
2012年10月、ソマリア軍とAMISOMは合同で交通の要所ワンラウェインを奪還した。
2012年11月、イギリスの新聞ガーディアンは、AMISOMに派兵しているウガンダが、コンゴ民主共和国で発生した反乱（3月23日運動）に加担しているとする外国からの批判に対して「国際社会が根拠無くウガンダの批判を続けるのであればソマリアから撤兵する」と脅していると報じている。

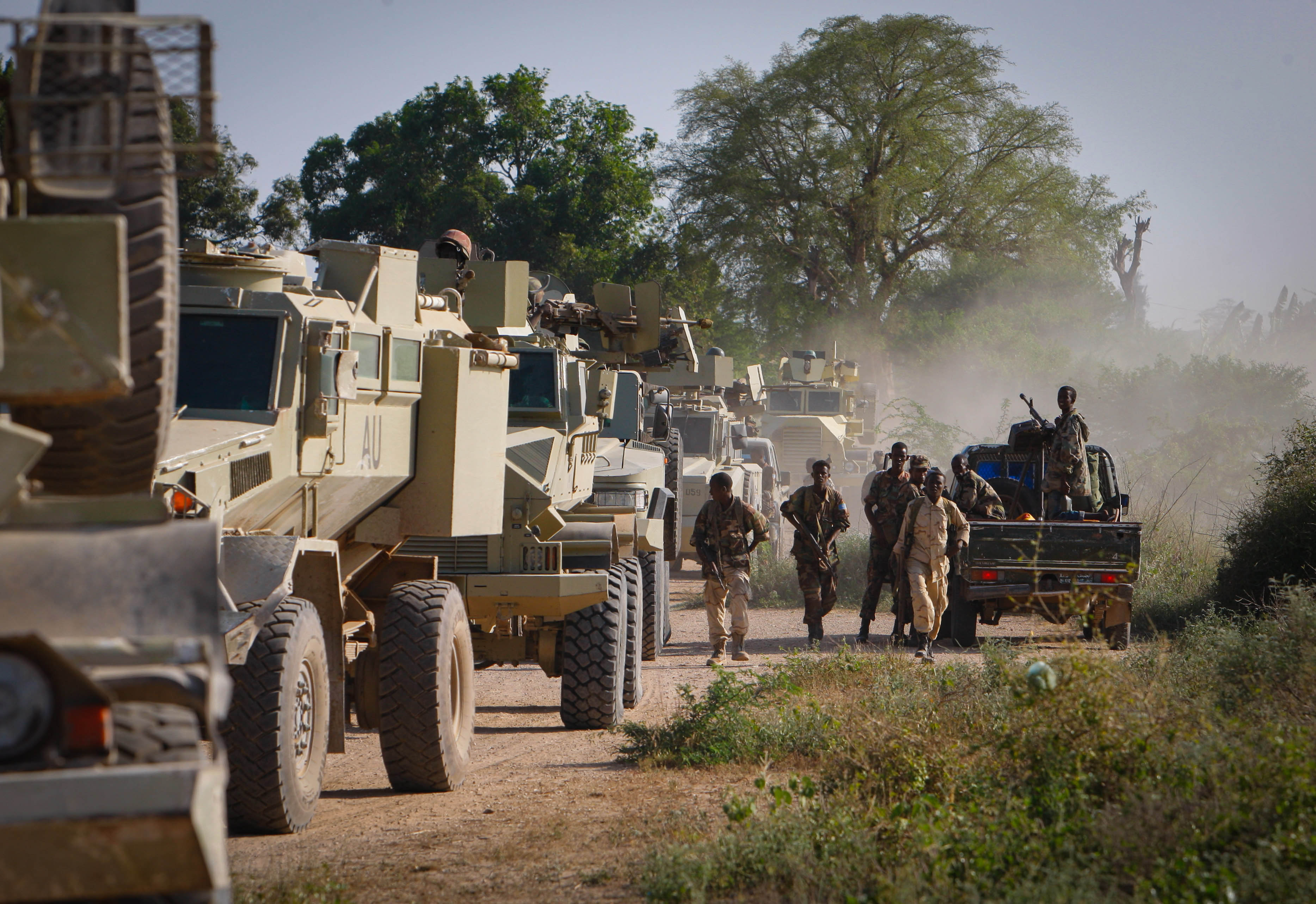
2012年12月10日、AMISOMの装甲車列の横にいるソマリア兵。前日の9日にソマリア軍はジョハールを奪還した

2012年12月9日、ソマリア軍とAMISOMは合同でアル・シャバブからジョハールを奪還した。アル・シャバブは抵抗することなく撤退した。
2013年2月、AMISOM（ウガンダ軍）はソマリア政府軍と共同で下部シェベリ地域に侵入し、アル・シャバブからジャナレ、アウデゲレ、バリーレなどを占拠した。
2013年4月、シエラレオネがAMISOMに加わった。それに合わせてケニア軍は1個大隊を撤退させることとなった。シエラレオネはAMISOMに参加する5番目の国となった。

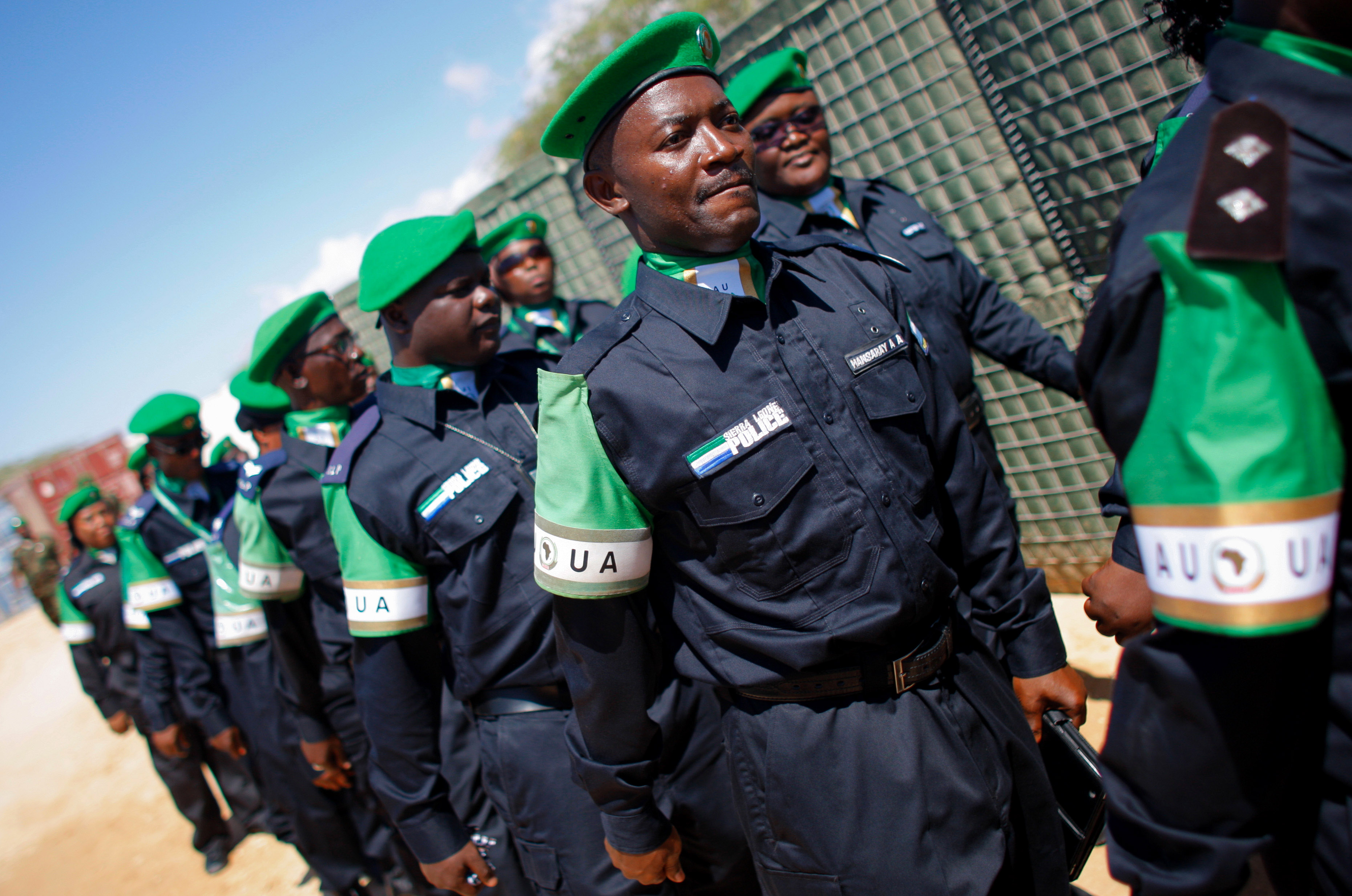
2013年3月、勲章授与に向かうシエラレオネの警察官

2013年6月、キスマヨで氏族民兵同士の戦闘が発生した。ソマリア政府は、この戦闘が激化したのはAMISOMのケニア軍が争いの一方に肩入れしたのが原因だとして、ケニア政府を非難する書簡を送った。
2013年8月の時点では、AMISOMの兵力は1万7千人以上と報道されている。
2013年9月、いわゆるケニアショッピングモール襲撃事件が発生し、ケニアの首都で民間人61人と兵士6人が死亡する事件が発生した。その際、アル・シャバブはケニア軍のソマリアからの撤退を要求した。
2013年10月、アメリカは、1993年のモガディシュの戦闘を機会に撤退して以来初めて軍事顧問団を派遣し、12月には数人で活動を開始した。
2013年10月21日、エチオピアのサッカーのビッグマッチが行われたでスタジアムでアル・シャバブによると見られる爆破事件があり、2名が死亡した。

### エチオピア軍の参加

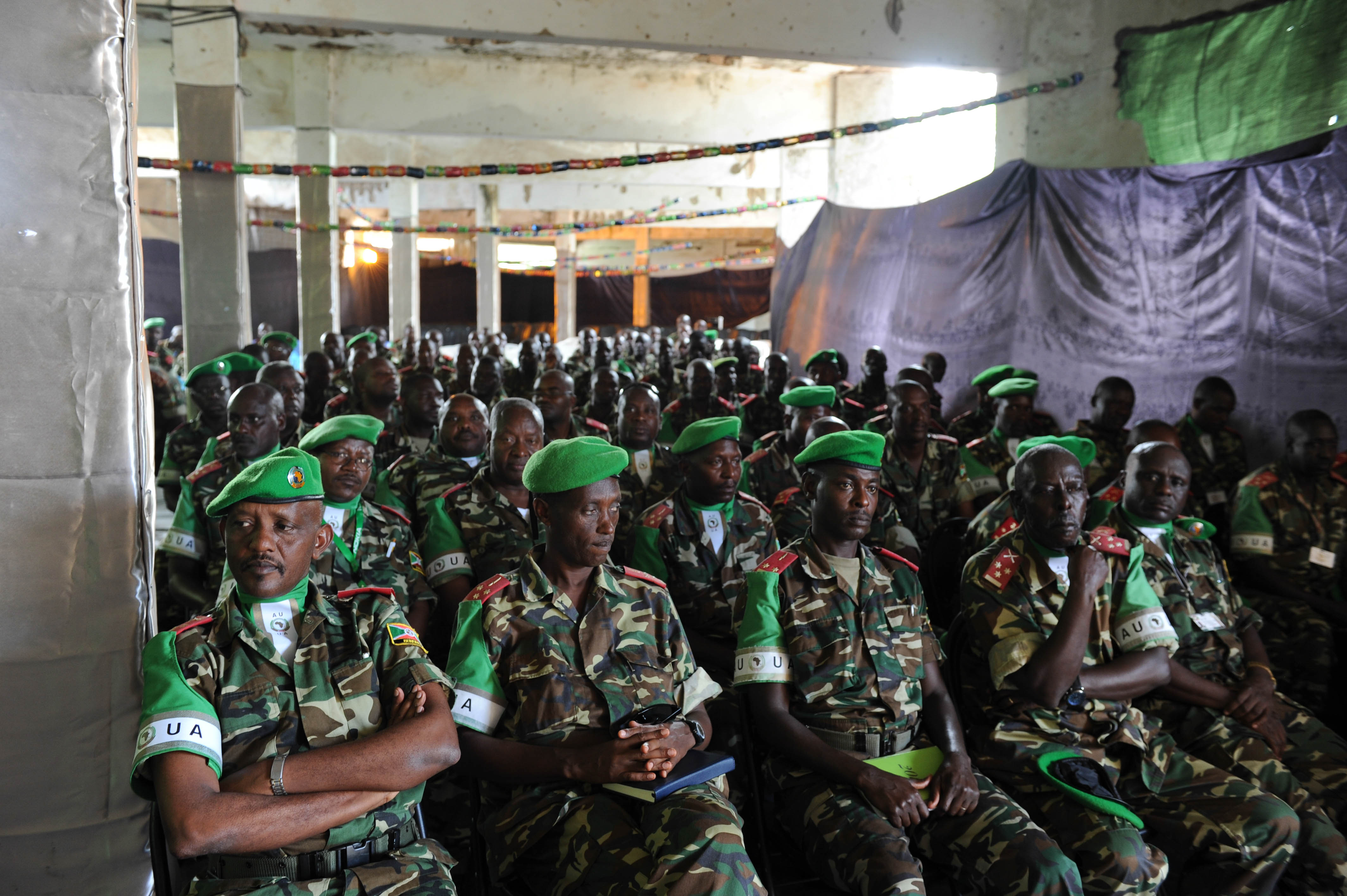
2014年7月、帰国前の式典に出席しているブルンジ兵

2013年11月12日、エチオピア政府は、アル・シャバブとの戦闘を目的としてAMISOMに参加すると表明した。西側諸国はこれを評価した。ただし歴史的な敵対国であるエチオピアの介入はかえって混乱を招くとして、懸念を示すソマリアのアナリストもいた。この時点でエチオピア軍は4,395人であり、それを合わせたAMISOMの兵力は22,126人となる。それに合わせて国連安全保障理事会は、AMISOMの兵力を4千人以上増やして2万2千人以上にすることを承認した。

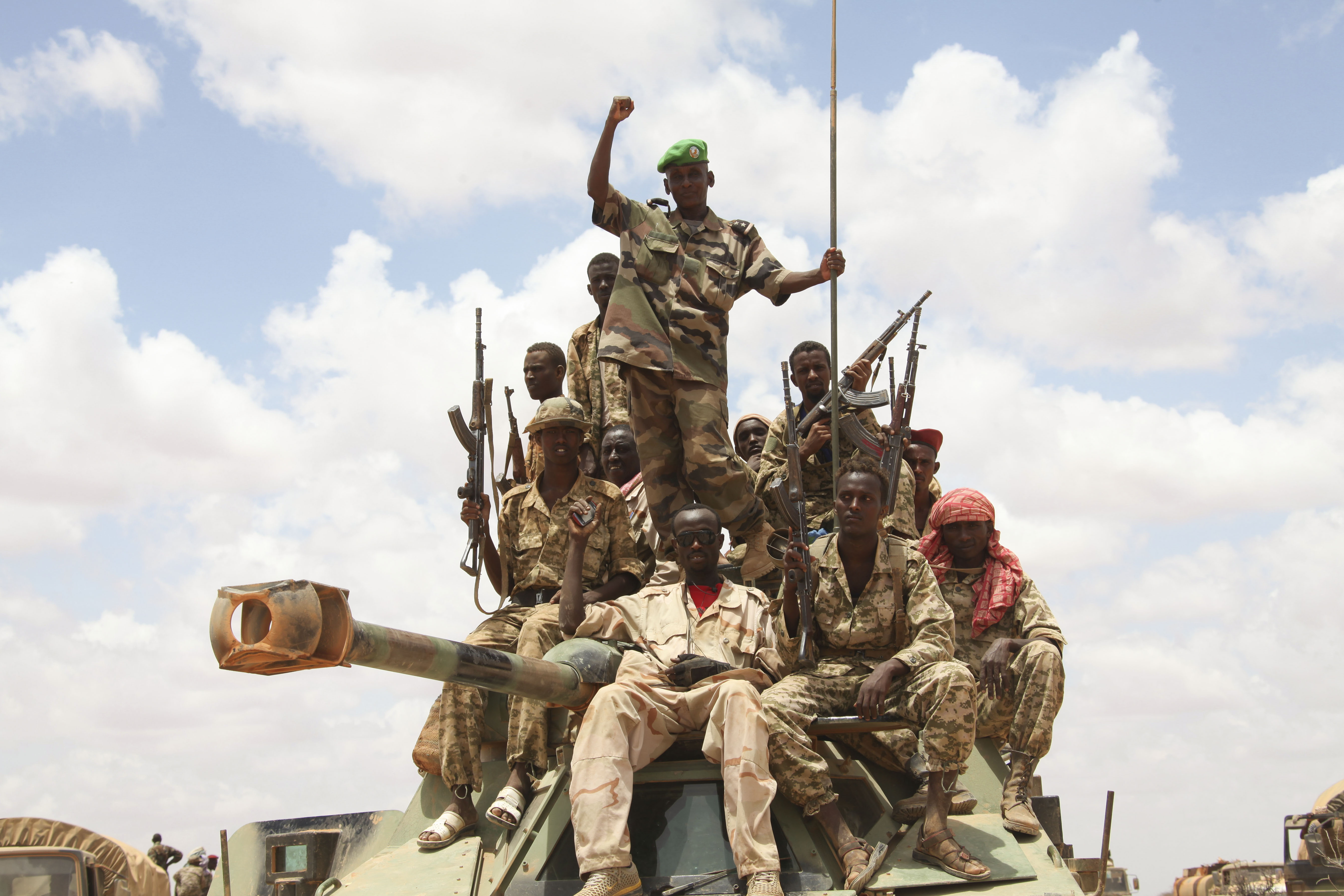
2014年3月、ブロブルデを占領して喜ぶジブチのAMISOM部隊

2014年1月1日、エチオピアのAMISOM部隊100人がソマリアに到着した。ウガンダ軍、ブルンジ軍に代わってセクター3を担当し、ウガンダ軍とブルンジ軍は新設されるセクター5を組織するため中部シェベリ地域、下部シェベリ地域に移動した。エチオピアはウガンダ、ブルンジ、ケニア、ジブチ、シエラレオネに続いてAMISOMへの6番目の部隊派遣国となった。
2014年3月、AMISOMはブロブルデをアル・シャバブから奪った。

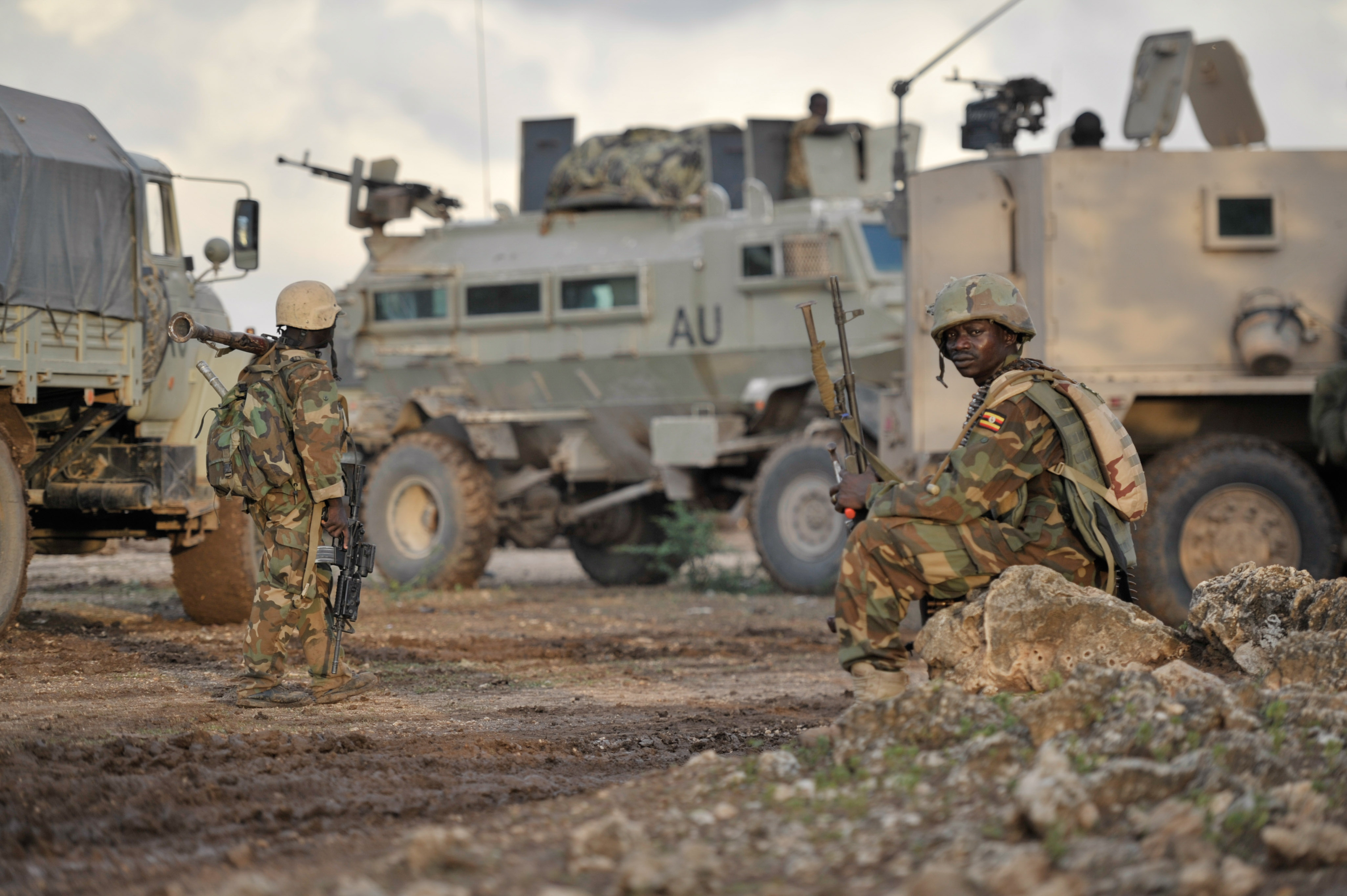
2014年8月、アル・シャバブから奪還したばかりの町クルトゥンワレイで休息するウガンダ兵

2014年8月16日、AMISOMはソマリア軍と共同で、米国の助けを借り、アル・シャバブが支配する郊外の地域の奪取を目指すインド洋作戦を開始した（～2015年5月23日）。
2014年8月25日、エチオピアのAMISOM部隊がソマリア政府軍の支援を受け、インド洋作戦の一環としてティエグロウをアル・シャバブから奪取した。ティエグロウはバイドアとベレトウェインを結ぶ要所で、これによりソマリア政府はバコール地域を制圧した。また、アル・シャバブはここに関所を設けて通行料を取っており、それも阻止した。
2014年9月6日、エチオピア軍の支援を受けたソマリア政府軍が、ガルグドゥード地域のエル・ガラスをアル・シャバブから奪取した。
2014年9月12日、ウガンダとケニアのAMISOM部隊が、ブラバに代わってアル・シャバブの拠点となっていた下部ジュバ地域のラグタ・ベルタを攻撃し、拠点を破壊した。
2014年9月13日、ソマリア政府軍とAMISOM軍は、アル・シャバブからブロブルデ地区のアボリー村、モッコリ村、ヤスーマン村、ムセギル村を占領した。武装勢力は抵抗せず退却した。さらにエル・ブー地区のアブート・バリー村、セル・シェル村、カラアレ村、カアワダ村を占領した。
2014年12月18日、AMISOMのシエラレオネ軍（850名）が離脱した。主な理由は、母国でのエボラ出血熱の流行だった。シエラレオネ軍はキスマヨに駐留していた。キスマヨの監視はエチオピア軍に代わった。

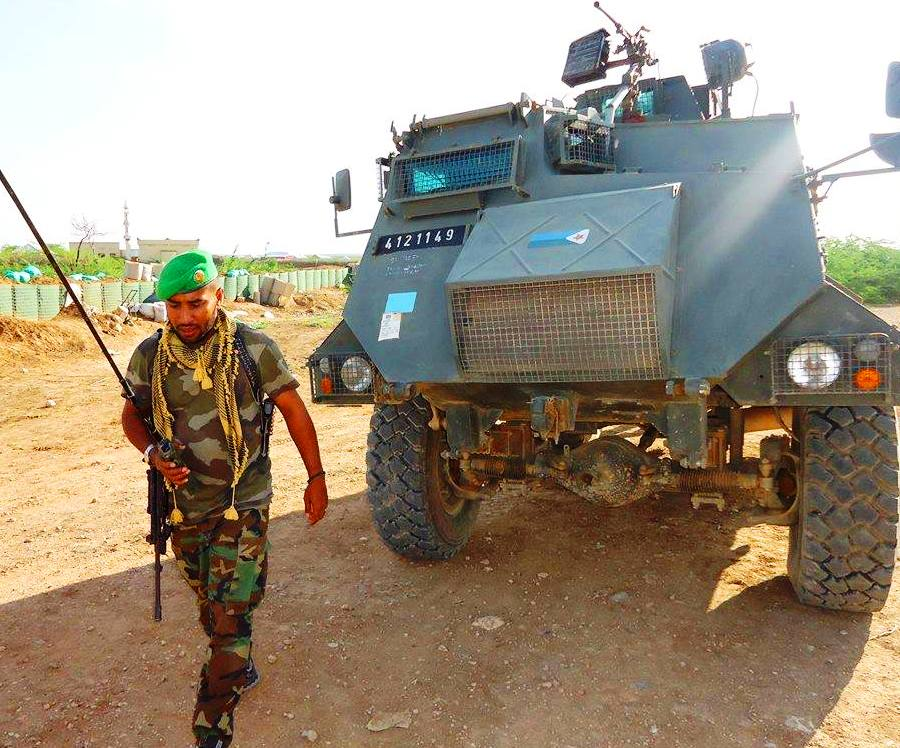
2015年4月、ベレトウェインの基地を巡回するAMISOMのジブチ兵士

2017年8月30日、国連安全保障理事会は、AMISOMの権限をソマリア治安部隊に段階的に移譲する準備として、AMISOMの展開は2018年5月31日までとし、現在の兵力最大22,126人を2017年12月31日までに21,626人に削減し、さらに2018年10月30日までに20,626人に削減することを決定した。後に判明するが、この決議の狙いは2020年までにAMISOMを撤退させることにあったとされる。その理由の一つがAMISOMの資金不足だった。
2018年3月2日、AMISOMを構成するウガンダ、ケニア、ブルンジ、エチオピア、ジブチの5カ国の首脳が集まり、2017年8月30日の安保理決議は「現実的ではなく、これまでのAMISOMの成果を覆すことになる」として方針の撤回を要請した。
2020年5月29日、国際連合安全保障理事会は、AMISOMの任期を9カ月延長して2021年2月28日までとし、軍と警察合わせて19,626人を駐留させることとした。

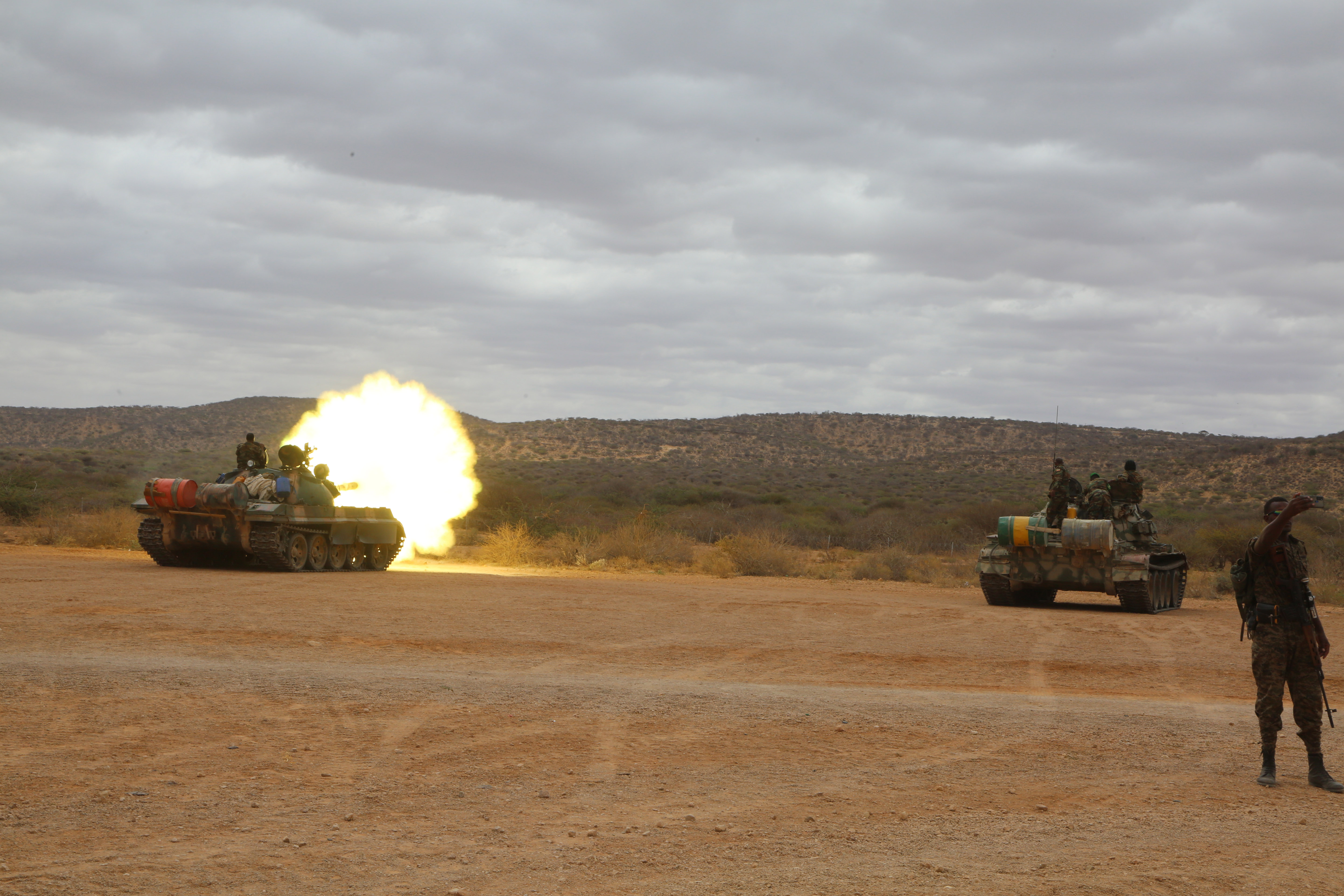
2021年7月、ベレトウェインで活動するAMISOMのエチオピア軍

2021年12月21日、国際連合安全保障理事会は、AMISOMの任期を3カ月延長して2022年3月31日までとすることを決議した。これが結局最終的なAMISOMの任期となった。
2022年3月28日、国連安全保障理事会は、アフリカ連合がAMISOMを改組して作ったアフリカ連合ソマリア移行ミッション (ATMIS)を承認した。AMISOMの活動は最終的に14年間となった。ATMISは24カ月以内に治安維持業務をソマリア軍に引き継ぐとされた。ATMISは2022年12月31日までは警察官を含めて19,626人、2023年3月31日までに17,626人、2023年9月までに14,626人、2024年6月までに10,626人、2024年12月末までにゼロにすることを目標とした。（ただし結果として2025年1月に12,626人の状態でアフリカ連合ソマリア支援安定化ミッション (AUSSOM)に移行された。）

## 死傷者と重大事件
AMISOMに属する兵士の多くがアル・シャバブなどからの攻撃で死傷した。その人数は正確にはわからず、各種の分析がなされている。2023年になって、AMISOMの後続組織ATMISの代表を務めるモハメド・エルアミン・スエフは米国国営放送ボイス・オブ・アメリカの取材に対して、ATMISになった以後も含めての推定死者数は3千5百人だったと語っている。
- 2008年2月2日にAMISOMが首都モガディシュで無差別に発砲し民間人を殺害したとして、アムネスティ・インターナショナルは2009年2月になってAMISOMに中立的な調査を実施するよう申し入れた。アムネスティは、爆破事件に応戦する形でAMISOMが無差別に発砲したためバスに乗ろうとしていた民間人10人が殺害されたと主張。AMISOMはそれを否定。[153]

- 2009年2月22日 –モガディシュのブルンジ軍基地で二重の自爆攻撃が発生し、11人のブルンジ軍兵士が死亡、15人が負傷した。（2009年モガディシュAMISOM基地自爆攻撃（英語版））
- 2009年7月23～29日 -モガディシュのブルンジ軍とウガンダ軍の駐屯地でレプトスピラ症が流行し、ブルンジ軍兵士3名とウガンダ軍兵士2名が死亡した。さらにブルンジ軍兵士18名が隔離された。ブルンジ軍兵士約50名とウガンダ軍兵士17名が治療のためケニアのナイロビに移送された。[154][155]
- 2009年9月17日 – イスラム反政府勢力がモガディシュのAMISOM本部を襲撃し、兵士17人が死亡、29人が負傷した。民間人少なくとも4人が死亡、10人以上が負傷した。死者の中にはAMISOM副司令官が含まれており、AMISOM司令官も負傷した。[156]
- 2010年11月、AMISOMがチャーターしたモガディシュへの食料運搬船MV Petra 1が、前年にジャックされた日之出郵船が運航していた貨物船IZUMIを母船とする海賊に銃撃された。一時的にPetraの船員が人質にされたが、スペイン海軍の護衛戦により撃退された。[157]
- 2011年2月23日～3月4日 – モガディシュでの攻勢中にアル・シャバブ戦闘員との衝突でAMISOMのブルンジ軍43人、ウガンダ軍10人が死亡した。また、遺体数体がアル・シャバブに持ち去られた。[158]
- 2011年7月29日 - モガディシュでの衝突でウガンダ兵士4人が死亡、5人が負傷。AMISOMの戦車も破壊された。[159][160]
- 2011年10月20日 - モガディシュのデイニルでの戦闘後、少なくとも70人のブルンジ兵士が殺害され、その遺体がアルシャバブによって撮影され、見世物にされた。[161][162]AUの装甲車両1台も戦闘で破壊された。[163][164]
- 2011年10月20日 - モガディシュのAU平和維持部隊の車列近くで自爆テロが発生し、AMISOMのブルンジ兵10名が死亡したと発表された。[165]ただし相手側であるアル・シャバブは「敵70人以上を殺害した」として20体以上の遺体が映ったビデオを公開した。[166]
- 2011年10月29日 - アルシャバブの過激派がソマリアの首都モガディシュにあるAMISOMの施設を攻撃し、AU兵士2名が負傷した。[167]
- 2011年12月25日 - モガディシュでブルンジの兵士1人が爆発装置によって死亡し、2人が負傷した。[168]

### 2012年
- 2012年1月20日 - モガディシュの治安強化のための軍事攻勢でAU兵士2名が負傷した。[169]
- 2012年3月2日 - マスラ市の占領中にウガンダ兵士2名が負傷した。[170]

- 2012年3月29日 - モガディシュのダイニーレ地区（英語版）で戦闘が発生し、ブルンジ兵4人が負傷した。[171]

- 2012年8月31日～5日 ケニア軍兵士がミード占領後に行方不明となり、捜索救助活動が開始された。[172]兵士3名は2日後に生存しているのが発見されたが、残り2名の行方は不明のままであった。[173]数日後、反政府勢力が遺体を映したビデオを公開した。[174]

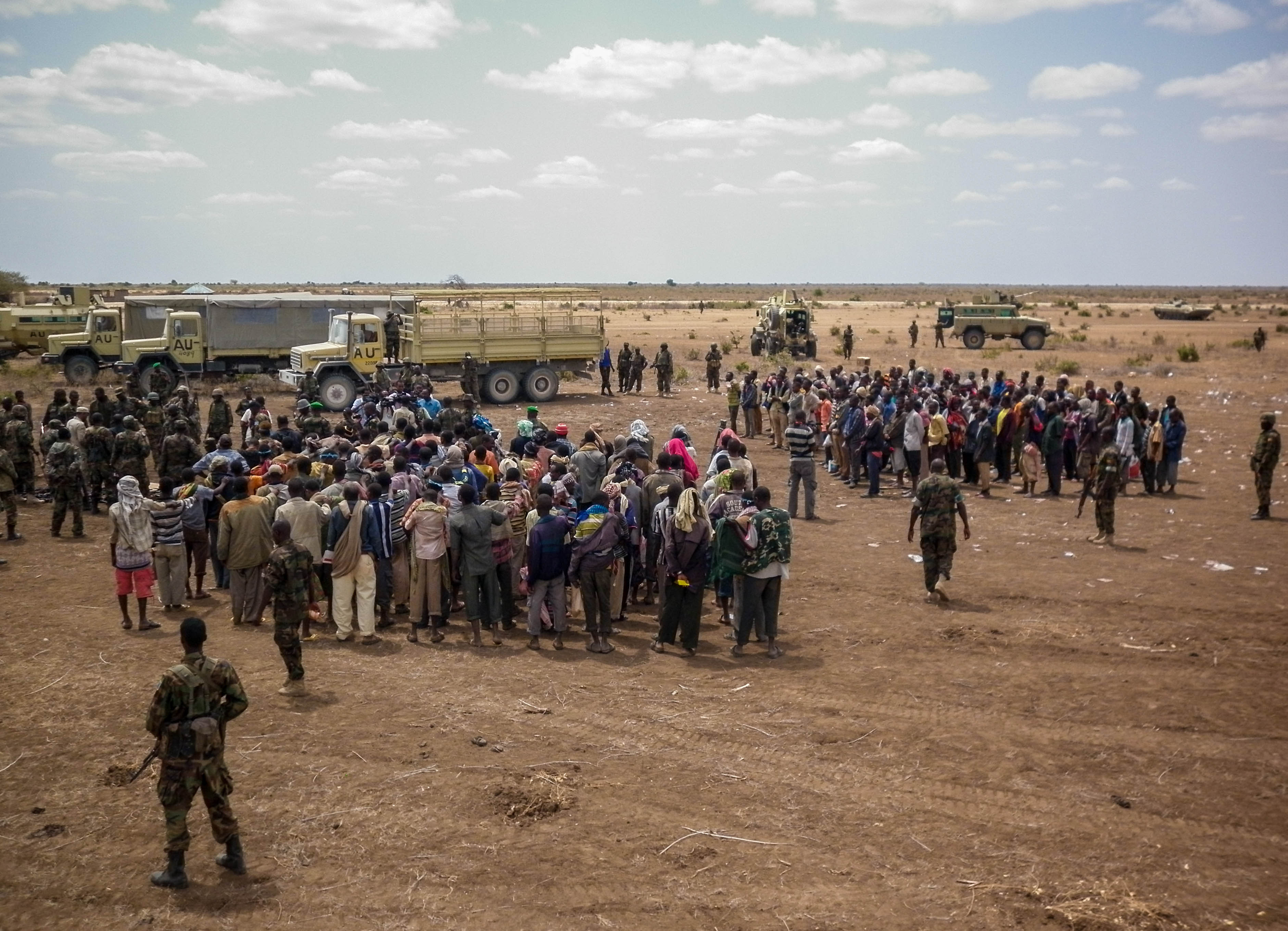
2012年9月、ジョハールから約10キロメートルの位置にある町ガルサレでAMISOMに降伏するアル・シャバブ兵

- 2012年9月19日 -下部ジュバ地域の港湾都市キスマヨの西50キロに位置するジャナア・カブダラの町を占領した際に、AMISOM部隊の隊員2名が負傷した。[175]
- 2012年10月24日 - ウガンダ軍兵士4人がバイドアへ進軍中に爆弾により死亡した。[176]
- 2012年10月29日～3日、モガディシュのAMISOM基地で2人の自爆テロ犯による攻撃が発生し、ウガンダ兵士1名が死亡、7名が負傷した。[177]
- 2012年11月19日 - ソマリアのアフリカ連合（AU）平和維持軍に所属するケニア兵少なくとも2人が、ケニアのガリッサの基地で死亡した。[178]

### 2013年
- 2013年6月19日、アル・シャバブの自動車自爆テロで首都の国連事務所が攻撃され、外国人4人を含む少なくとも15人が死亡。この場所はAMISOMの基地がある空港のすぐ隣だった。死亡者の内の2人は南アフリカの兵器会社デネル勤務だった。[179]
- 2013年7月、アメリカのオンライン新聞クリスチャン・サイエンス・モニターは、ケニア軍は中立ではなく、5月に再建されたジュバランドをケニアの安全のために利用しようとしていると報じた。[180]

### 2014年

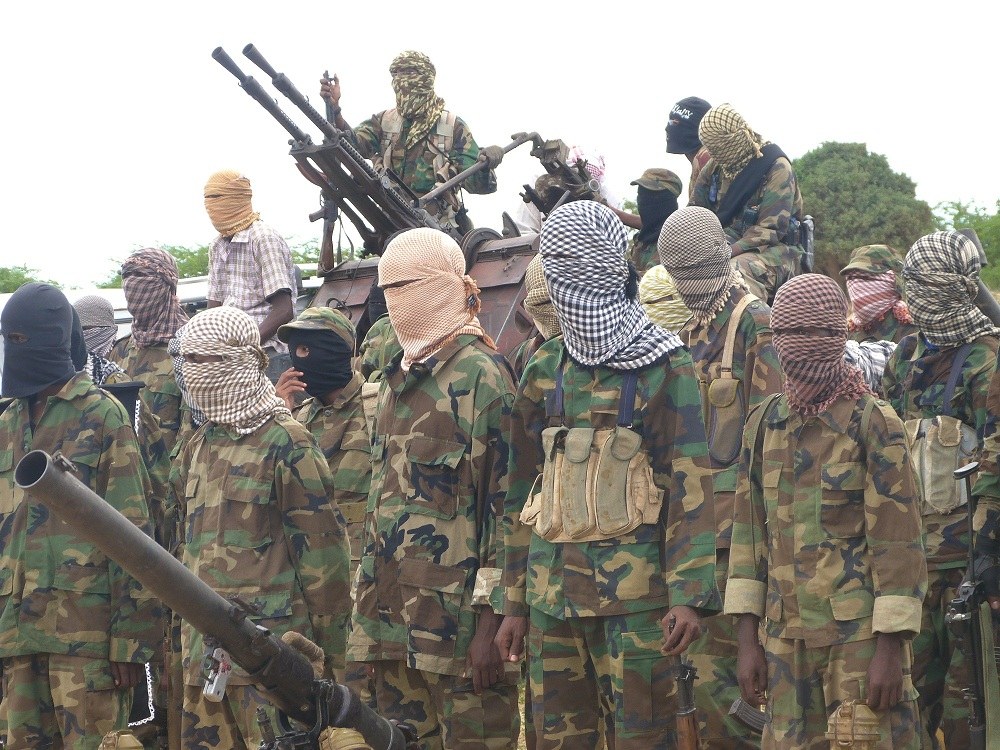
2013年、ブラバで活動するアル・シャバブの兵士

- 2014年3月11日 - AMISOMとソマリア軍が沿岸の町ブラバとコリョレイ（英語版）近い地域に進軍した際、少なくとも2名のAMISOM平和維持部隊員が負傷した。[181]
- 2014年3月18日 - ブロブルデ（英語版）の町のホテル襲撃で少なくとも3人のジブチ兵士が死亡した。[182]
- 2014年5月24日 - ソマリア国会議事堂をアル・シャバブ過激派13人が襲撃し、ウガンダ人平和維持部隊員3人が死亡した。ソマリア兵4人と警察官1人も死亡した。襲撃者11人が死亡、残りの2人が自爆テロを起こした。[183]
- 2014年5月26日：補給の車列に乗っていたケニア軍兵士2名が、ラス・カンボニ地域に近いラム市近郊でアル・シャバブの過激派とみられる集団の待ち伏せ攻撃を受け死亡した。[184]
- 2014年6月13日：ブロ・ブルデの町の近くで爆発した路傍爆弾により、AMISOMとソマリアの兵士6人が負傷した。[185]
- 2014年6月26日：3月にソマリア政府の制御下となったブロブルデの町が、アル・シャバブの包囲後で道路が遮断された後に攻撃された。攻撃は30分続き、ソマリア軍とAMISOMが合同で撃退したが、平和維持軍2人、民間人1人、武装勢力2人が死亡した。[186]
- 2014年9月、ヒューマン・ライツ・ウォッチ（HRW）は、ソマリ人の17歳の少女がソマリ人通訳の手引きでAMISOMのウガンダ兵の元に連れていかれてレイプされた他、性的虐待事件10件、性的搾取事件14件が報告されているのにAMISOMには通報窓口さえないと報じた。[187]これに対してAMISOMはプレスリリースで、HRWが報告した件は全て1人の兵士によるものであり、AMISOMの圧倒的多数を反映したものではなく、また、これが報じられる直前のAMISOMとHRWの会合でもこの件は話題に出されず不自然であり、さらにはHRWの報告書にはこの兵士がウガンダの軍法会議にかけられていると書かれておりAMISOMが対処していないという主張と矛盾している、と反論した。[188]
- 2014年12月26日：ソマリアの制服を着たアル・シャバブの過激派8人が、モガディシュ国際空港近くのAMISOM基地を襲撃した。過激派全員が殺害されたが、AMISOM平和維持部隊員5人と外国人請負業者1人が死亡した。[189]

2015年のストックホルム国際平和研究所 (SIPRI)の報告によると、AMISOM兵士の死者は、2009年から2014年までの間で1,108人となった。

### 2015年
- 2015年3月21日：ソマリア国軍とAMISOM部隊が、アル・シャバブによる1年にわたるブロ・ブルデ地区の封鎖を解除するための作戦を開始した。ベレトウェインからブロ・ブルデに向かって侵攻を開始した。その際にアル・シャバブ占領下にあるいくつかの村を解放し、SNA部隊約5名とAMISOM兵士1名の犠牲を出した。[191]ソマリア軍は5月にはマスコミに対して作戦は成功だったと答えている。[192]
- 2015年4月19日：アル・シャバブの武装勢力が下部ジュバ地域デルビオ地区のケニアのAMISOM部隊を攻撃した。銃撃戦の末、アル・シャバブは退却したが、ケニア兵3名が死亡。[193] 同日、レーゴとベレドグル（英語版）の間に駐屯するAMISOM部隊も攻撃を受け、兵士3名が死亡した。[194]
- 2015年6月26日、レーゴに駐屯する少なくとも50人のブルンジ軍兵士がアル・シャバブの攻撃で死亡した（2015年レゴの戦い（英語版））。[195]
- 2015年9月1日、下部シェベリ地域の町 ジャナレ（英語版）のAMISOM基地がアル・シャバブの攻撃を受け、AMISOM兵士70人を殺害し、何人かを拘束して町を制圧した。AMISOMは翌2016年4月5日になって町を奪還した。[196]アル・シャバブはこの時に捕らえたウガンダ兵を銃殺した映像を2017年1月に公開している。[197]

### 2016年
- 1月15日、エルアッデ（英語版）のケニア軍基地がアル・シャバブの攻撃を受けた。多くの兵士が殺され、生存者も拉致された。基地の兵器なども持ち去られ、ほぼ壊滅的な被害だった。[198]（2016年エル・アッデの戦い（英語版））ケニア軍は被害について公表を拒否。ソマリア大統領は少なくとも180人のケニア兵が死亡したと述べた。また、エル・アッデの町長はBBCに対して「遺体は190人」と答えている。これに対してケニア軍報道官は「不確かな情報源に基づくもので真実ではない」と語っている。ケニアはこの時点でAMISOMに兵4千を提供している。[199]ケニア軍が壊滅的な敗北を喫したのは、地元住民との関係が悪かったことが関係しているという分析もある。[200]この事件の後、地元住民は「ケニア軍は撤退した」と証言したが、ケニア軍報道官は「これは作戦行動の一環であり撤退ではない」と説明した。[201]
- 2016年2月22日：下部シャベレ地域で戦闘がありエチオピア兵15人が死亡。[202]
- 2016年4月21日：ベイ地域の爆発でエチオピア兵6人が死亡。[202]
- 2016年5月23日：ケニア軍はドブリーからタブダに向かう途中の村ハウイナでアル・シャバブの襲撃を受けたため、反撃して戦闘員21人を殺害した。[203]

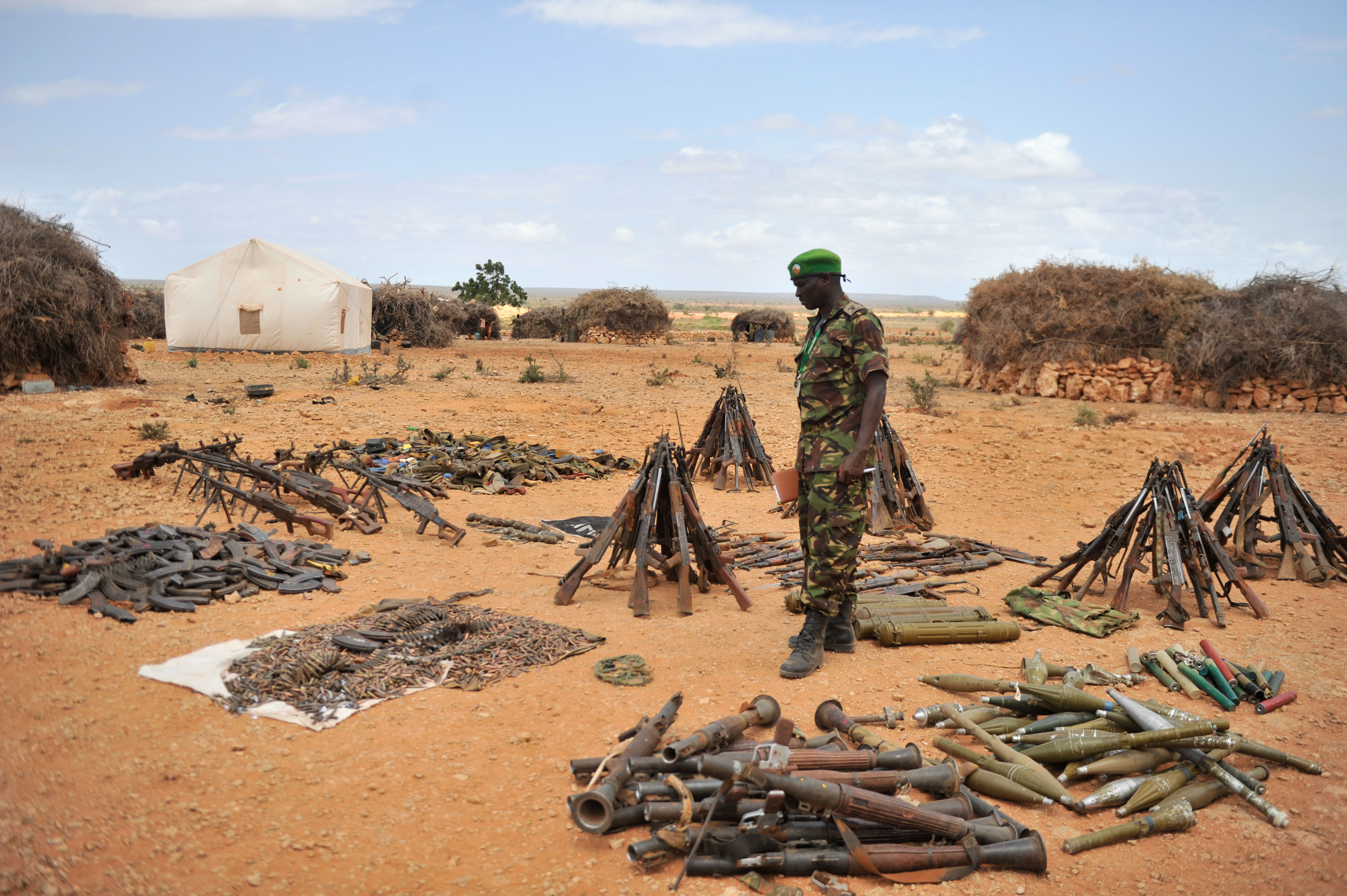
2016年6月、ヒラーン地域のハルガンでアル・シャバブから奪った武器を検査するAMISOMの報道官

- 2016年6月9日、ハルガン近郊でAMISOMのエチオピア部隊の基地がアル・シャバブに攻撃された。アル・シャバブ側は敵兵40人を殺害したと発表。一方エチオピア側は自軍の死者は16人で、敵兵120人以上を殺害したと発表した。.[204]

- 2016年6月21日、ソマリアでの戦闘でシエラレオネ軍兵士が死亡したと報じられたが、シエラレオネ国防大臣は否定。そもそもすでにソマリアには派兵していないと説明。[205]

- 2016年11月、AMISOMのケニア部隊の中尉が車で移動中に自家製爆弾で攻撃されて死亡した。[206]

### 2017年
- 2017年1月、AIMSOMのケニア部隊が守るコルビヨウ基地がアル・シャバブに襲撃された。アル・シャバブは敵兵50人以上を殺害し、軍用車両や武器を押収したと主張。一方でケニア国防相は反乱分子を撃退し、基地を守ったと述べた。

- 2017年7月26日：首都モガディシュの南西140キロメートルにあるゴルウェインでパトロールしていたAMISOMのウガンダ部隊の車列がアル・シャバブの待ち伏せ攻撃に会い、兵士12名が死亡した。（2017年ゴルウェイン襲撃（英語版））[207]
- 2017年10月15日、首都モガディシュでアル・シャバブが自爆攻撃を行い、近くのタンクローリーに引火して500人以上が死亡した。AMISOMに被害はなかったが、ウガンダ部隊が捜索救助活動の支援を行った。[208]
- 2017年10月25日：首都モガディシュ郊外でAMISOMのウガンダ部隊の車列がアル・シャバブの待ち伏せ攻撃に会い、ウガンダ兵1人、アル・シャバブ戦闘員4人、民間人2人（警備員とジャーナリスト）が死亡した。[209]

### 2018年
- 2月26日：ウガンダ軍の車列に友軍であるはずのソマリア軍が発砲し、ウガンダ軍が反撃してソマリア兵3人が死亡。[210]
- 2018年3月2日バラド（英語版）の近郊でトラック車列を護衛していたAMISOMのブルンジ部隊の車がアル・シャバブの待ち伏せ攻撃に会い、ブルンジ兵の少なくとも5人が死亡した。アル・シャバブは20人以上を殺害したと主張した。付近の住民はマスコミに対し、外国人兵士がアル・シャバブの戦闘員に引きずられていくのを見たと証言した。アル・シャバブは一時的にバラドを制圧した。その後にAMISOMが援軍を派遣したためアル・シャバブは退却した。[148]
- 2018年4月2日、アル・シャバブはコリョレ、ブロマレル、ゴルウェインにあるAMISOMのウガンダ部隊の基地がアル・シャバブに同時攻撃された。ウガンダ部隊は兵士4人が死亡し、アル・シャバブ戦闘員30人を殺害したと発表した。[211][212]
- 2018年7月1日：モガディシュでアル・シャバブがAMISOM本部を狙って60ミリ迫撃砲を3発発射し、住宅街を誤爆して民間人5人が死亡した。この日はソマリア独立58周年記念式典が行われていた。[213]

### 2019年
- 2019年3月10日、AMISOM警察長官代理のクリスティン・アラロがエチオピア航空302便墜落事故で死亡した。[214]（事故原因は不明確であるが、テロが原因ではないとされる。）
- 2019年7月27日、モガディシュの北東30キロメートルに位置するバラド地区（英語版）でAMISOMのブルンジ部隊がアル・シャバブの攻撃を受け、6人がその場で死亡、3人が重傷、2人が行方不明となった。[215]

2019年9月のニューヨークの国際平和研究所 IPI) は、今まで数千人以上とされることもあったAMISOMの被害者数は実際にはずっと少なく、2009年8月から2012年9月までの間に439人だったとの分析を報告した。

### 2021年
- 2021年8月10日にブロマレル（英語版）の近くにあるゴルウェイン村とベルダミン村の間を巡回していたAMISOMのウガンダ兵が農場にいた民間人を故意に殺害したとして、翌々月に2人に死刑判決、他の3人が懲役39年の判決を受けた。[217]
- 2021年10月27日、グリエルから撤退した軍閥アル・スンナ・ワル・ジャマーは、AMISOMがソマリア政府軍に不正に武器を供与したと非難。その疑惑をAMISOMは否定し「AMISOMとソマリア国民を対立させることを狙ったものだ」と発表した。国連決議によれば、AMISOMの役割は、アル・シャバブの排除、テロ対策に関するソマリア政府軍の支援、平和維持に限定されている。[218]当初AMISOMはこの事件を、テロリストに攻撃されたAMISOMが反撃して7名を殺害した、と発表していた。[219]
- 2021年12月11日、アル・シャバブは、中部シェベリ地域のマハダイ（英語版）付近を徒歩で巡回していたブルンジ軍兵士に対して自家製爆弾を投げつけた。アルシャバブは兵士4人を殺害したとの声明を発表した。[220]

## 関連文献
- Paul D. Williams (2018). Fighting for Peace in Somalia: A History and Analysis of the African Union Mission (AMISOM), 2007–2017. Oxford University Press. ISBN 978-0-19-872454-4